# Santo Sepulcro

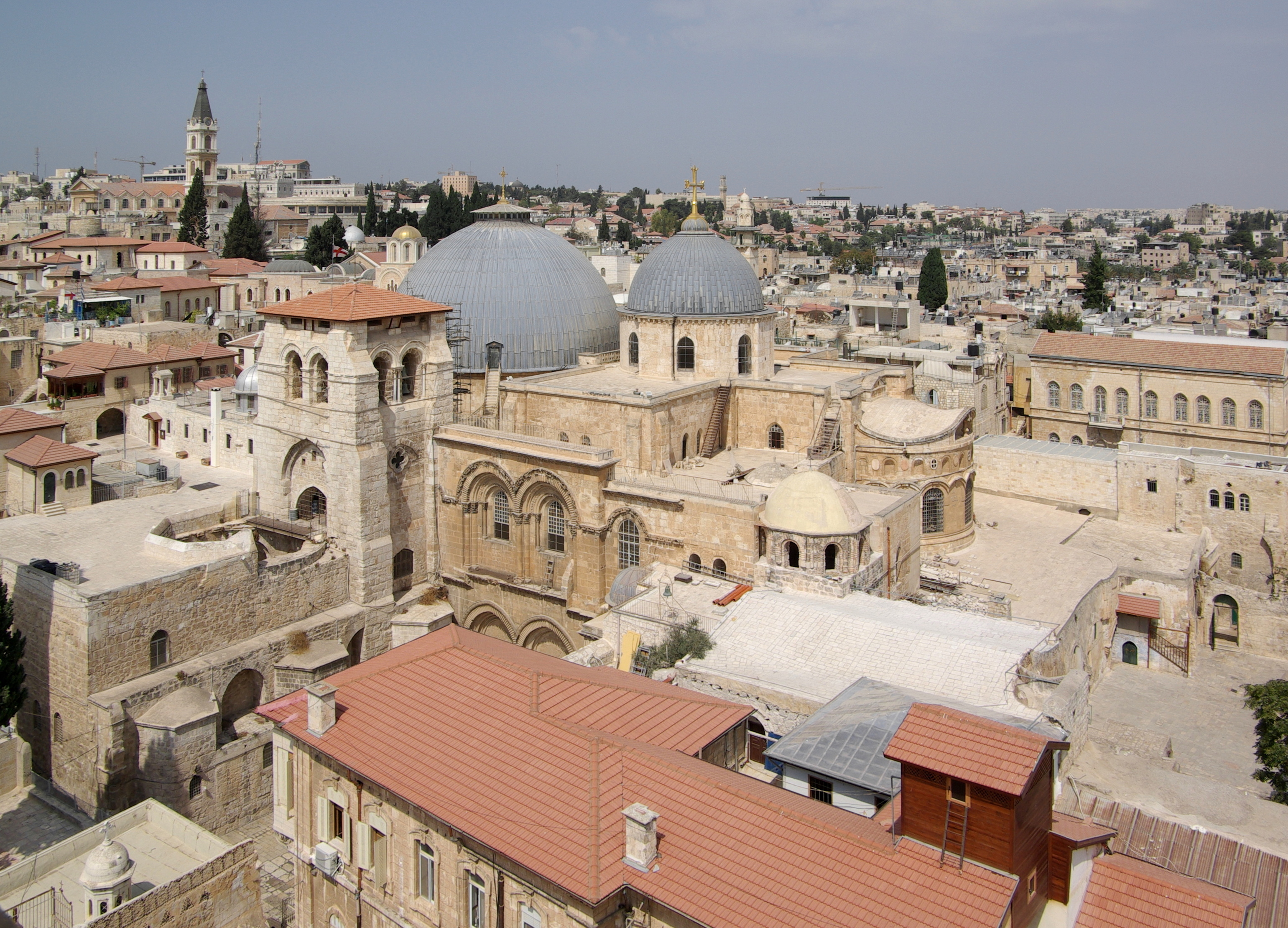
Iglesia del Santo Sepulcro

Diagrama de la iglesia del Santo Sepulcro que muestra los lugares tradicionales del Calvario y el Sepulcro de Jesús.

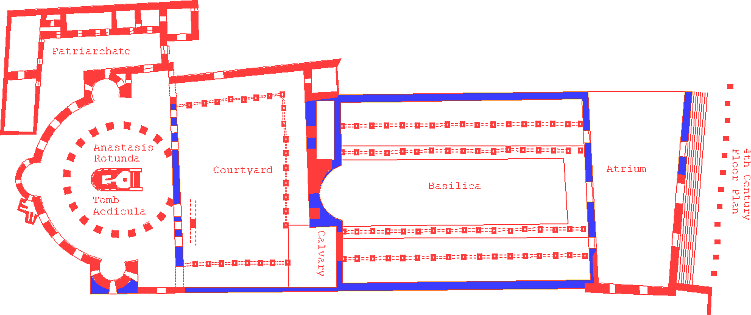
Planta del edificio en el

La iglesia del Santo Sepulcro (en latín: Ecclesia Sancti Sepulchri), también conocida como basílica del Santo Sepulcro, iglesia de la Resurrección (en árabe: كنيسة القيامة‎ Kaneesat al-Qeyaamah; en hebreo: כנסיית הקבר‎ Knesiyat ha-Kever; en armenio: Սուրբ Յարութեան տաճար Surb Harut'ian Tachar) o iglesia de la Anástasis (en griego: Ναός της Αναστάσεως Naos tes Anastaseos), es un santuario cristiano situado en la Ciudad Vieja de Jerusalén.
Es considerado el lugar más sagrado del cristianismo y ha sido el más  importante centro de peregrinación cristiana desde el siglo IV, debido a que, según la tradición, en él se encuentran el lugar donde Jesucristo fue crucificado, denominado Calvario o Gólgota (en arameo, Golgotha, «calavera»), y la tumba vacía de Jesús, donde fue enterrado y resucitó. La tumba está cubierta por un santuario del siglo XIX conocido como Edículo. Actualmente se encuentra bajo la custodia de seis Iglesias cristianas, la católica, la Ortodoxa griega, la Ortodoxa armenia, la Ortodoxa egipcia, la Ortodoxa siria y la Ortodoxa etíope, más  dos familias musulmanas originarias de Jerusalén, la familia Nuseibeh que custodia la llave de la puerta y la familia Joudeh Al-Goudia que es la encargada de abrir y cerrar la puerta diariamente desde hace ocho siglos, desde el 1187, de manera ininterrumpida. Alberga la sede del patriarca ortodoxo griego de Jerusalén y es la catedral del Patriarcado latino de Jerusalén.

## Historia
Tras el Sitio de Jerusalén en el año 70 durante la primera guerra judeo-romana, la ciudad fue reducida a ruinas. En 130, el emperador romano Adriano comenzó la construcción de un edificio correspondiente a la nueva colonia romana en el lugar, cambiando el nombre de la ciudad por el de Aelia Capitolina. En torno a 135, ordenó que una cueva que contenía una tumba fuese rellenada para edificar un templo en honor a Júpiter o Venus. El templo se mantuvo en pie hasta el siglo IV.

### Construcción(sigloIV)
Después de la visión de una cruz en el cielo en 312, el emperador Constantino el Grande firmó el Edicto de Milán, que legalizaba la religión cristiana y encomendó a su madre Elena marchar hacia Jerusalén para encontrar la tumba de Jesucristo. Con la ayuda del obispo de Cesarea Eusebio y el obispo de Jerusalén Macario, se hallaron tres cruces cerca de una tumba, lo que llevó a los romanos a considerar que habían encontrado el Calvario. Constantino ordenó en torno al año 326 que el templo de Júpiter/Venus fuera reemplazado por una iglesia. Una vez retirados los escombros y el pavimento del templo, observaron una tumba excavada en la roca que Elena y Macario identificaron como el lugar de enterramiento de Jesucristo, sobre el que se construyó un santuario. Un año más tarde, Constantino y Elena financiaron la iglesia de la Natividad en Belén para conmemorar el nacimiento de Jesús.
La iglesia del Santo Sepulcro fue construida como estructuras diferenciadas entre dos lugares sagrados: la gran basílica (el Martyrium visitado por Egeria en torno a 380), un atrio cerrado y columnado (el Triportico) con el lugar asociado tradicionalmente al Calvario en una esquina, y a través de un patio, la rotonda denominada Anastasis («Resurrección»), donde Elena y Macario creyeron que Jesucristo fue enterrado. El templo cristiano se consagró el 13 de septiembre de 335. Cada año, la Iglesia Ortodoxa Oriental celebra el aniversario de la Dedicación del Templo de la Resurrección de Cristo.

### Daños y destrucción(614-1009)
El edificio fue destruido durante un incendio en mayo de 614, cuando el Imperio sasánida, bajo el reinado de Cosroes II, invadió Jerusalén y se hizo con la Vera Cruz. En 630, el emperador bizantino Heraclio reconstruyó la iglesia tras reconquistar la ciudad. Una vez Jerusalén pasó a ser gobernada por los musulmanes, continuó siendo una iglesia cristiana, debido a que los primeros gobernantes islámicos protegieron los lugares cristianos de la ciudad, prohibiendo su destrucción o utilización como viviendas. El califa ortodoxo Umar ibn al-Jattab (r. 634-644) visitó la iglesia, aunque, a la hora del rezo, oró en el exterior; este hecho se debe a que temía que este gesto fuera malinterpretado como un pretexto de que la iglesia debía convertirse en mezquita. Eutiquio añade que Umar redactó un decreto prohibiendo a los musulmanes rezar en esta zona. El edificio sufrió grandes daños durante el terremoto de 746.
A principios del siglo IX, otro terremoto dañó la cúpula de la Anástasis. El daño fue subsanado en 810 por el patriarca Tomás I con la ayuda de Carlomagno, que era protector de los Santos Lugares por su alianza de 787 con los abasíes de Bagdad, representados por Harún al-Rashid. En 841, la basílica sufrió un incendio. En 935 está documentado que los musulmanes quisieron erigir una mezquita junto a esta basílica. En 938, los musulmanes quemaron la basílica. En 966, cuando los bizantinos derrotaron a los musulmanes en la región de Siria, los musulmanes quemaron nuevamente la basílica y, según algunas fuentes, asesinaron al patriarca Juan VII.
El 18 de octubre de 1009, el califa fatimí Al-Hákim bi-Amr Allah ordenó la destrucción al completo de la iglesia como una campaña contra los lugares sagrados del cristianismo en Palestina y Egipto. Las consecuencias fueron pronunciadas, quedando únicamente algunas partes de la iglesia primitiva, mientras que el techo de la tumba excavada se dañó y el santuario original fue destruido. Algunas remodelaciones se llevaron a cabo. La Europa cristiana reaccionó con pavor y con la expulsión de judíos, sirviendo como precedente en las posteriores Cruzadas.

### Reconstrucción(sigloXI)

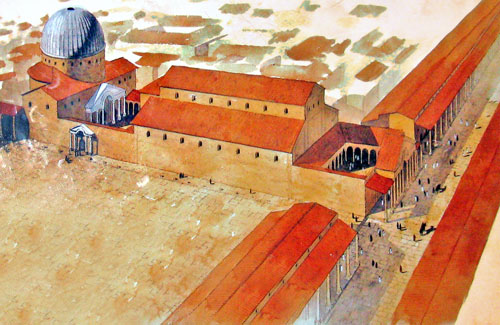
Basílica del Santo Sepulcro durante la época bizantina.

Entre 1027 y 1028 se produjeron grandes negociaciones entre el Califato fatimí y el Imperio bizantino, en el que se alcanzó un acuerdo con el nuevo califa, Ali az-Zahir, para reconstruir y redecorar la iglesia. La obra fue costeada por el emperador Constantino IX y el patriarca Nicéforo de Constantinopla en 1048. Como compensación, la mezquita en Constantinopla reabrió al público y los sermones de la jutba se realizaron en honor a az-Zahir. Fuentes islámicas indican que una cláusula del acuerdo fue la renuncia del Islam por muchos cristianos que habían sido forzados a convertirse bajo las persecuciones del predecesor al-Hákim. Además, los bizantinos liberaron a más de 5000 presos musulmanes y, a cambio, clamaron recuperar iglesias destruidas por al-Hákim y el restablecimiento del patriarca de Jerusalén. Fuentes contemporáneas acreditan que el emperador gastó grandes sumas de dinero para financiar la iglesia del Santo Sepulcro tras el acuerdo. Sin embargo, «una reconstrucción total todavía estaba lejos de ser realidad. Las obras se centraron en la rotonda y los edificios anexos: la gran basílica continuó en ruinas».
La iglesia reconstruida albergaba «un patio abierto al cielo, con cinco pequeñas capillas anexas». Las capillas se encontraban al este del patio de resurrección (durante esta época, la tumba se encontraba al aire libre), donde había estado situado el muro occidental de la gran basílica. En ellas se conmemoraban escenas de la Pasión de Cristo, como su encarcelamiento y flagelación, y probablemente se construyeron debido a la poca libertad de movimiento entre los santuarios de la ciudad. La dedicación de estas capillas indica la importancia de la devoción de los peregrinos al sufrimiento de Cristo. Fueron descritas como «una especie de Vía Dolorosa en miniatura», debido a que no quedaban restos de la gran basílica. Los peregrinos occidentales que llegaron a Jerusalén en el siglo XI encontraron gran parte del complejo en ruinas. El control de Jerusalén y la iglesia del Santo Sepulcro continuaron cambiando de manos entre los fatimíes y los turcos selyúcidas, leales al Califato abasí de Bagdad, hasta la llegada de los cruzados en 1099.

### Época de las Cruzadas
Muchos historiadores mantienen que la preocupación del papa Urbano II, cuando convocó la Primera cruzada, fue la amenaza de una invasión turca de Constantinopla tras alcanzar Asia Menor en respuesta a la solicitud del emperador Alejo I Comneno. Los historiadores también coinciden en que Jerusalén y la iglesia del Santo Sepulcro eran motivo de preocupación en 1095. La idea de conquistar Jerusalén ganó adeptos a medida que comenzó la Cruzada. La iglesia reconstruida fue arrebatada a los fatimíes por los caballeros de la Primera cruzada el 15 de julio de 1099.
La Primera cruzada fue concebida como un peregrinaje armado y ningún cruzado podía considerar su viaje completo hasta haber rezado en el Santo Sepulcro. La teoría clásica es que el príncipe cruzado Godofredo de Bouillón, quien se convirtió en el primer monarca de Jerusalén, decidió no usar el título de rey durante su vida y se declaró «Advocatus Sancti Sepulchri» (Protector del Santo Sepulcro). En esta época se comenzó a rumorear que existía una cisterna donde Elena encontró la Vera Cruz y comenzó a venerarse como «capilla de la Invención de la Cruz», aunque no existen evidencias de la identificación del lugar antes del siglo XI e investigaciones arqueológicas modernas han datado reparaciones de Constantino IX durante ese siglo.
Según el clérigo alemán y peregrino Ludolf von Sudheim, las llaves de la capilla del Santo Sepulcro estaban en manos de los «antiguos georgianos» y los peregrinos les entregaban la comida, limosnas, velas y aceite para las lámparas a ellos en la puerta sur de la iglesia.
Guillermo de Tiro, cronista del Reino cruzado de Jerusalén, escribió sobre una renovación en la iglesia a mediados del siglo XII. Los cruzados investigaron las ruinas orientales del complejo, a veces excavando los escombros, e intentando alcanzar la cisterna descubrieron parte del recinto del templo de Adriano; transformaron este espacio en una capilla dedicada a Elena y ampliaron el túnel de excavaciones en una escalera. Los cruzados remodelaron la iglesia al estilo románico, añadieron un campanario y unificaron todas las capillas bajo el mismo techo por primera vez durante el gobierno de la reina Melisenda en 1149. El templo se convirtió en sede de los primeros patriarcas latinos. Tanto la iglesia como la ciudad cayó en poder del sultán Saladino en 1187, aunque el tratado tras la Tercera cruzada permitió a los cristianos seguir peregrinando al santuario. El emperador Federico II (r. 1220-50) reconquistó la ciudad y la iglesia por tratado en el siglo XIII a pesar de estar excomulgado. La iglesia fue ampliada por el patriarca griego ortodoxo Atanasio II de Jerusalén (c. 1231-47), durante el control latino de Jerusalén. Tanto la ciudad como el templo fueron conquistados por jorezmitas aliados con los ayubíes en 1244.

### Etapa otomana

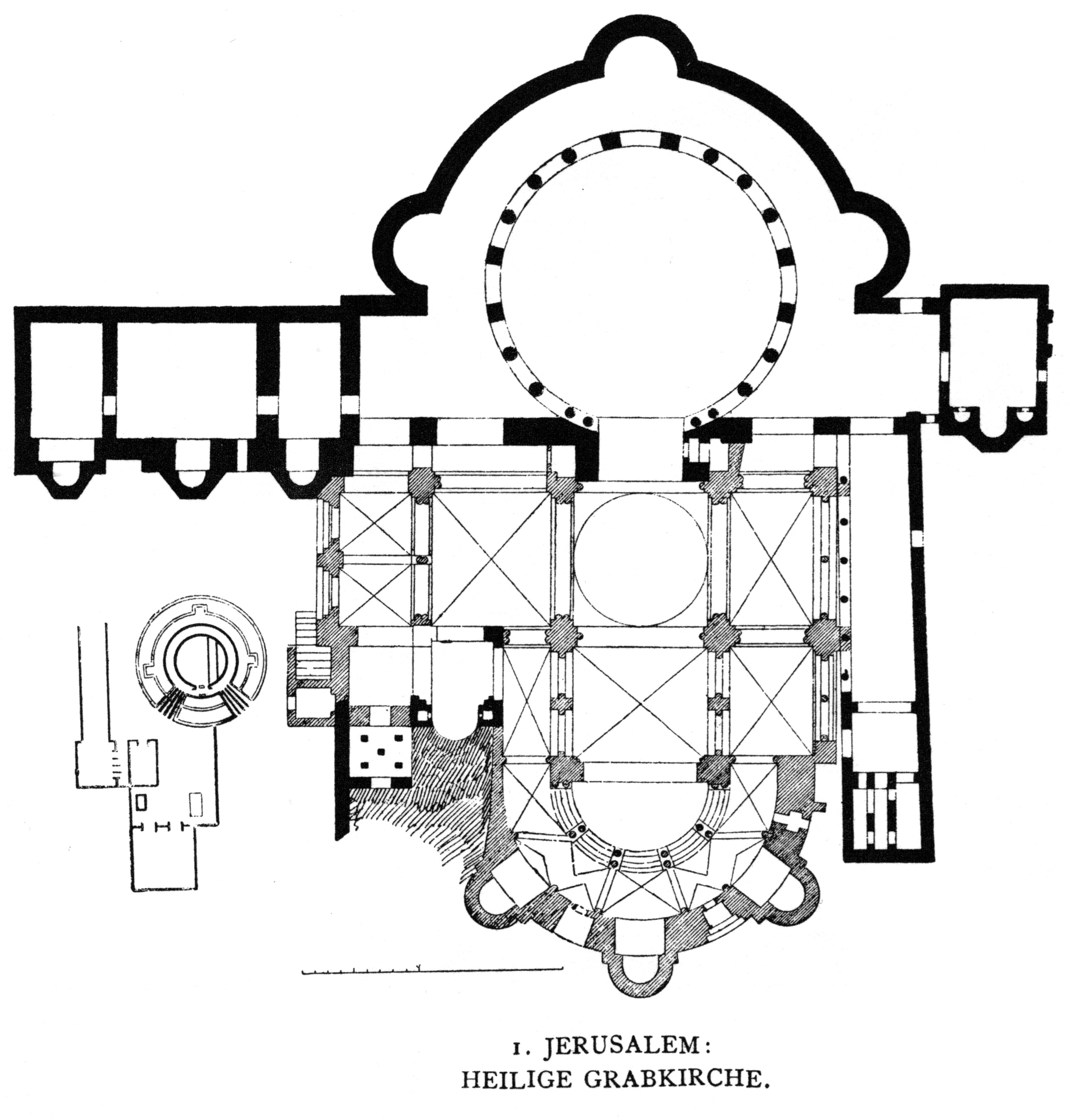
Planta del edificio en el

En 1545, la planta alta del campanario colapsó. Los frailes franciscanos renovaron la iglesia en 1555, debido a que el templo se había deteriorado a pesar del aumento del número de peregrinos. Los franciscanos reconstruyeron el Edículo («pequeño edificio»), ampliando la estructura para crear una antecámara. Se instaló un santuario de mármol sufragado por el fraile Bonifacio de Ragusa para cubrir los restos del sepulcro de Cristo, probablemente para evitar que los peregrinos tocaran la piedra original o tomaran pequeñas piezas de recuerdo. Asimismo, se colocó una losa de mármol sobre la cama funeraria de piedra caliza donde se cree que estuvo el cuerpo de Cristo.
Tras la renovación de 1555, el control de la iglesia fue variando entre los franciscanos y los ortodoxos, dependiendo de la comunidad que pudiera obtener un acuerdo favorable con la Sublime Puerta, a menudo con sobornos, lo que produjo varios enfrentamientos violentos. No hubo acuerdos a este respecto, a pesar de que fue un tema discutido en el Tratado de Karlowitz en 1699. Durante la Semana Santa de 1757, hubo altercados en el templo y el gobierno otomano dividió la iglesia entre los demandantes.
Un incendio dañó gravemente la estructura de nuevo en 1808, causando el colapso de la rotonda y destruyendo la decoración exterior del Edículo. El exterior de la Rotonda y el Edículo fueron reconstruidos entre 1809-10 por el arquitecto Mikolaos Comneno de Mitilene en estilo barroco otomano; el Edículo (el santuario sobre la tumba) también se reemplazó. El interior de la antecámara, ahora denominada capilla del Ángel, fue parcialmente reconstruida, cambiando su estructura semicircular por una cuadrada.
Otro decreto del sultán, de 1853, solidificó la división territorial entre las comunidades y el Statu quo para las negociaciones, lo que causó diferencias de opinión incluso en cambios de menor importancia. Uno de los mayores ejemplos es la escalera inamovible que se encuentra en el exterior de una ventana y ha permanecido en esa posición desde al menos 1757. La cúpula fue restaurada por católicos, griegos y turcos en 1868, siendo reconstruida en hierro desde entonces.

### Gobierno británico
Durante el Mandato británico de Palestina, el revestimiento de mármol rojo del Edículo realizado por Comneno se encontraba muy deteriorado y se estaba desprendiendo de la estructura; desde 1947 hasta la restauración acometida entre 2016-17 las autoridades británicas instalaron unas vigas de hierro en su exterior.

### Periodos jordano e israelí

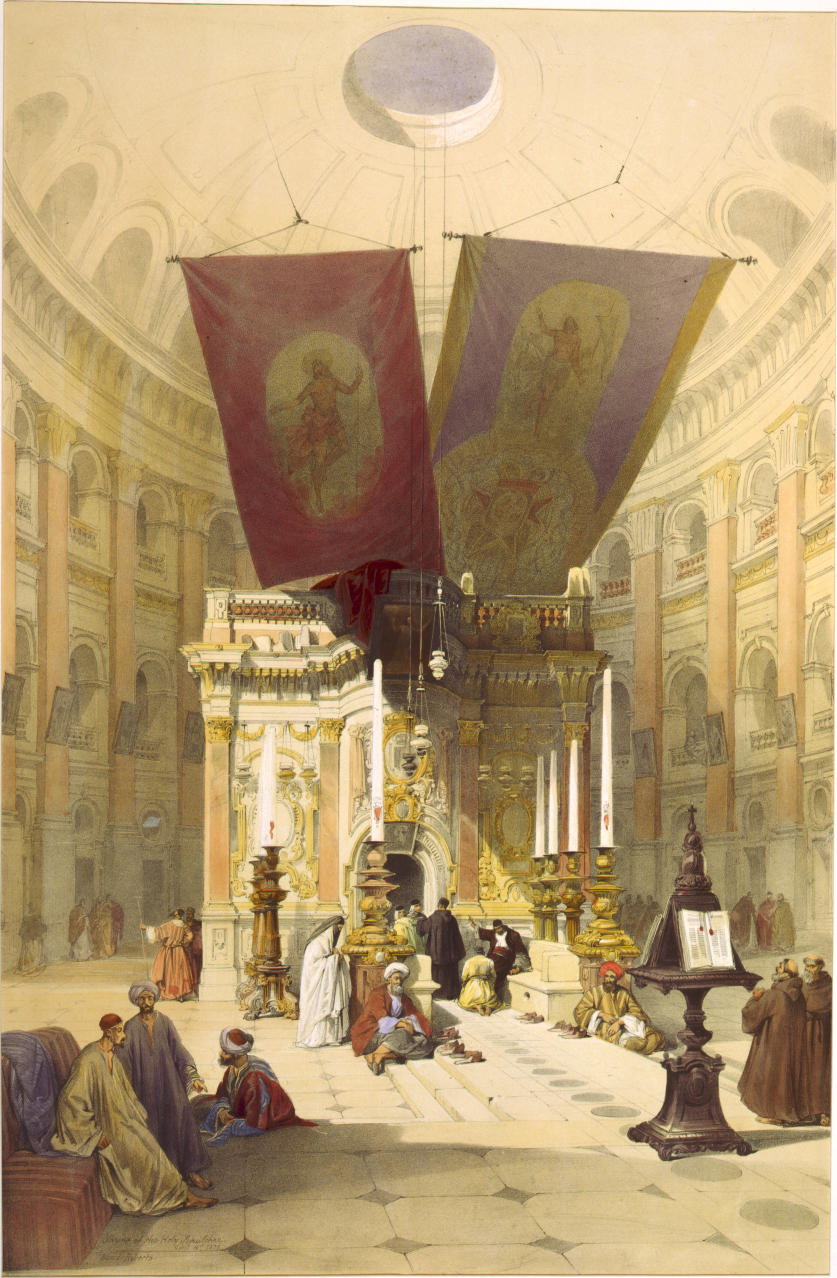
El nuevo Edículo, construido tras el incendio de 1808.

La cúpula fue restaurada de nuevo entre 1994-97 como parte de una gran restauración llevada a cabo desde 1959. Durante los trabajos de remodelación entre 1970-78 y las excavaciones en el interior del edificio y bajo el cercano bazar Muristán, se descubrió que esta zona era originalmente una cantera de la que se extraía piedra caliza blanca meleke.

#### Capilla de san Vardan
Al este de la capilla de Santa Elena, las excavaciones descubrieron un hueco que contenía un dibujo del siglo II de un barco de peregrinaje romano, dos estructuras murarias que sostenían la plataforma del templo de Adriano del siglo II y un muro más alto del siglo IV construido para sostener la basílica de Constantino. Tras las excavaciones de principios de 1970, las autoridades armenias convirtieron este espacio arqueológico en la capilla de san Vardan, y crearon una pasarela artificial sobre la cantera al norte de la sala para que la nueva capilla fuera accesible desde la capilla de Santa Elena.

#### Restauración del Edículo
Tras siete décadas en las que el Edículo había estado cubierto por vigas de hierro, finalmente se aprobó una cuidada restauración del Edículo que se llevó a cabo entre 2016-17, sufragada con 4 millones de dólares por el rey Abdalá II de Jordania y 1,3 millones de dólares de Mica Ertegun. Por primera vez desde al menos 1555 se abrió la lápida de mármol que protegía del vandalismo la cama funeraria de Jesús. Cuando se abrió la losa el 26 de octubre de 2016, el equipo de la Universidad Politécnica Nacional de Atenas únicamente descubrió material de relleno (argamasa) en su interior. La noche del 28 de octubre se descubrió la piedra caliza de la cama funeraria intacta, lo que sugería que la localización de la tumba no había cambiado a lo largo del tiempo y confirmaba la existencia de una cueva de piedra caliza original en el interior del Edículo.

## La administración actual: el "statu quo"
El statu quo es un entendimiento entre las comunidades religiosas con respecto a nueve lugares religiosos —entre ellos la Basílica del Santo Sepulcro— compartidos en Jerusalén y Belén. Otros lugares santos no se consideraron sujetos a esta situación porque las autoridades de una Iglesia o de una comunidad religiosa están en posesión reconocida o efectiva.
El statu quo derivó de un firmán (decreto) del sultán otomano Osmán III de 1757, dictado como consecuencia de unas importantes revueltas que hubo en la Semana Santa de ese año en la Basílica del Santo Sepulcro. Este decreto estableció la división de la propiedad y las responsabilidades de varios lugares sagrados cristianos. Otros decretos emitidos en 1852 y 1853 afirmaron que no se podían hacer cambios sin el consenso de las seis comunidades cristianas. Así, hay que mantener el estado de cosas existente, si no hay unanimidad para modificarlo. Estos firmanes recibieron reconocimiento internacional en el artículo 9 del Tratado de París (1856).

## Descripción

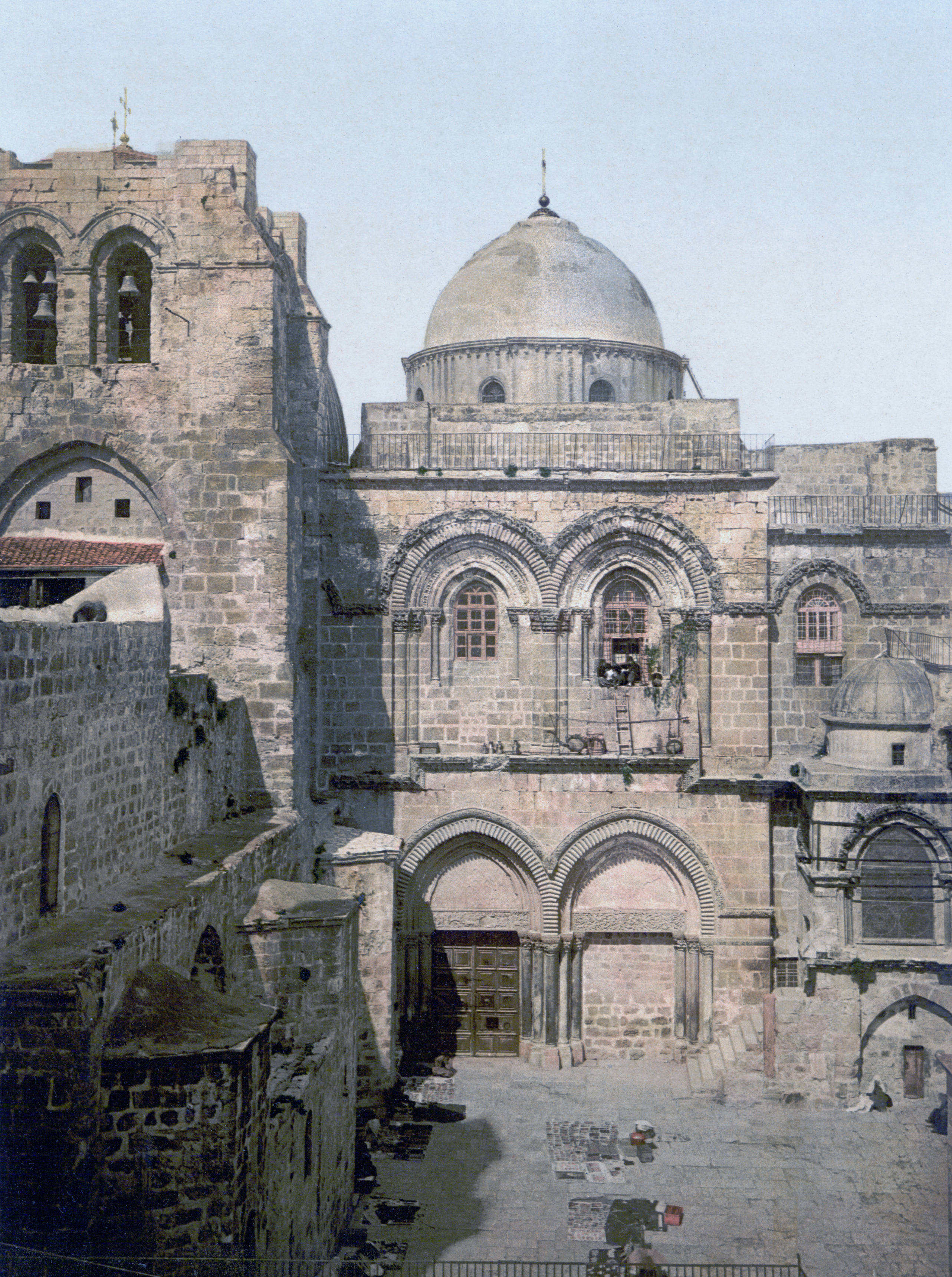
Fachada y parvis de la Iglesia.

### Parvis(patio)
El patio que da a la entrada de la iglesia se conoce como el atrio. Dos calles desembocan en el atrio: la calle de Santa Elena, al oeste, y Suq ed-Dabbagha, al este. Alrededor del atrio hay algunas estructuras más pequeñas.
Al sur del atrio, frente a la iglesia, se encuentran las siguientes estructuras:
- En lo alto de una corta escalera descendente que se extiende por todo el ancho del atrio, se encuentran unas columnas rotas que formaban parte de una arcada. En el siglo XIII, los corasmitas retiraron las partes superiores de las columnas y las enviaron a La Meca.
- El Metochion de Getsemaní, un pequeño monasterio ortodoxo griego, el metochion.

En el lado este del atrio, de sur a norte:
- El Monasterio de San Abraham, ortodoxo griego, junto a la entrada del Suq ed-Dabbagha al atrio.
- La Capilla de San Juan Evangelista , ortodoxa armenia.[43]
- La Capilla de San Miguel y la Capilla de los Cuatro Seres Vivientes, ambas en disputa entre coptos y etíopes,[44] que dan acceso a Deir es-Sultan, también en disputa, un monasterio en la azotea que rodea la cúpula de la capilla de Santa Elena.

Al norte del atrio, delante de la fachada de la iglesia o contra ella:
- La capilla de los Francos o capilla de Nuestra Señora de los Dolores, una capilla católica romana de época de las Cruzadas con cúpula azul dedicada a Nuestra Señora de los Dolores, que en su día brindaba acceso exclusivo al Calvario. La capilla marca la décima estación del Vía Crucis: el despojo de las vestiduras de Jesús.
- El Oratorio de Santa María de Egipto, un oratorio y capilla ortodoxa griega , directamente debajo de la capilla de los Francos , dedicado a Santa María de Egipto .
- La tumba (incluida una lápida) de Philip d'Aubigny, también conocido como Philip Daubeney, fallecido en 1236, caballero, tutor y consejero real de Enrique III de Inglaterra y firmante de la Carta Magna , está situada delante y entre las dos puertas de entrada originales de la iglesia, de las cuales la oriental está tapiada. Es una de las pocas tumbas de cruzados y otros europeos que no fueron expulsadas de la Iglesia después de la captura de Jerusalén por los corarizmianos en 1244. En la década de 1900, durante una lucha entre griegos y latinos, algunos monjes dañaron la tumba arrojando piedras desde el techo. En 1925 se colocó un marcador de piedra en su tumba, protegido por una trampilla de madera que lo oculta a la vista.

Un grupo de tres capillas bordea el atrio por su lado oeste. Originalmente formaban el complejo del baptisterio de la iglesia de Constantinopla. La capilla más al sur era el vestíbulo, la capilla del medio el baptisterio y la capilla del norte la cámara en la que el patriarca crismaba a los recién bautizados antes de conducirlos a la rotonda al norte de este complejo. Ahora están dedicadas, de sur a norte, a:

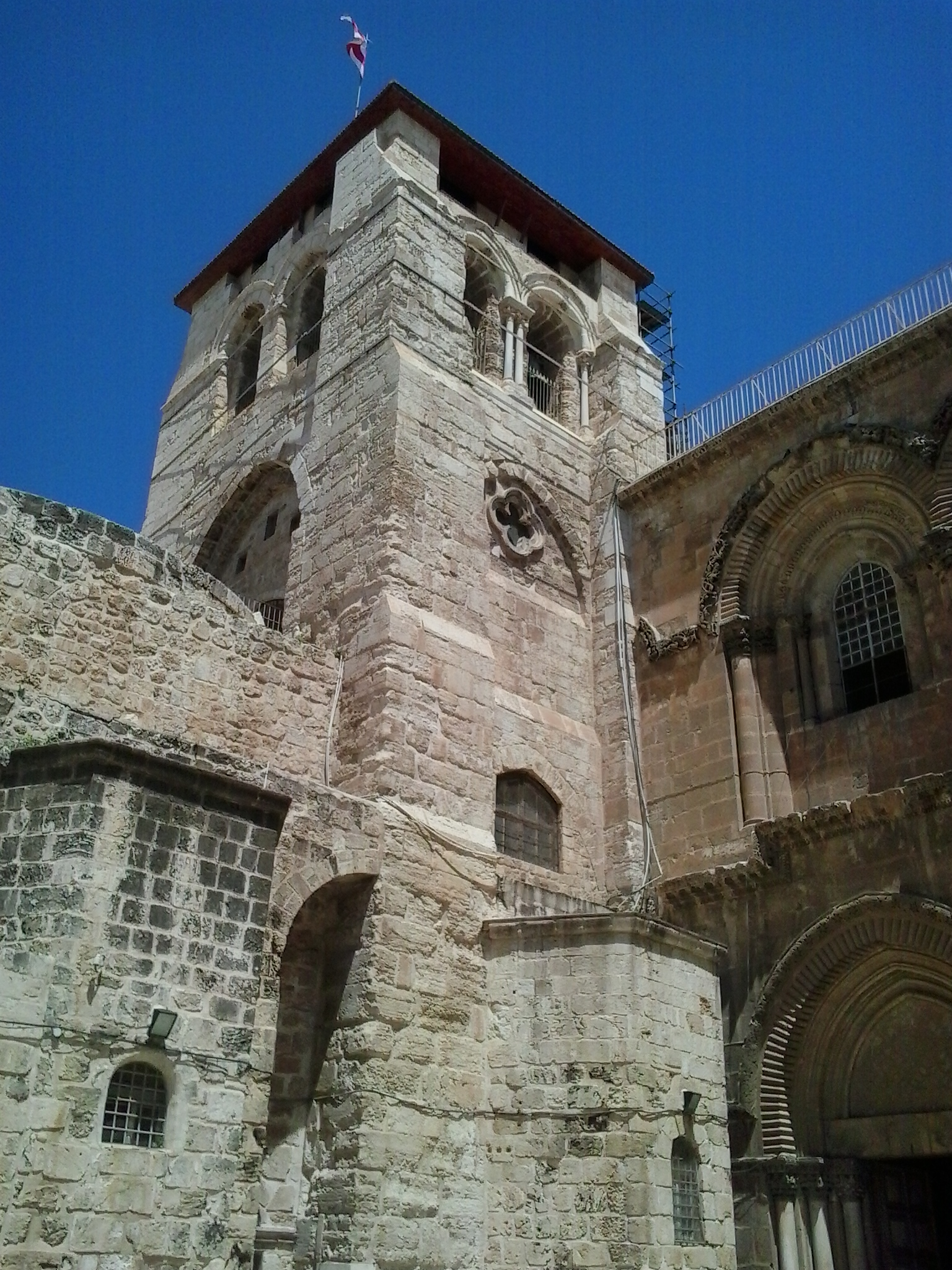
Campanario, ubicado a la izquierda de la entrada.

- La capilla de Santiago el Justo (ortodoxa griega),

- La capilla de San Juan Bautista (ortodoxa griega),
- La capilla de los Cuarenta Mártires de Sebaste (ortodoxa griega; en la base del campanario).

### Campanario
El campanario, construido en la época de las Cruzadas del siglo XII está justo al sur de la rotonda, a la izquierda de la entrada. Su nivel superior se perdió en un derrumbe en 1545. En 1719, se perdieron otros dos pisos.

### Fachada y entrada

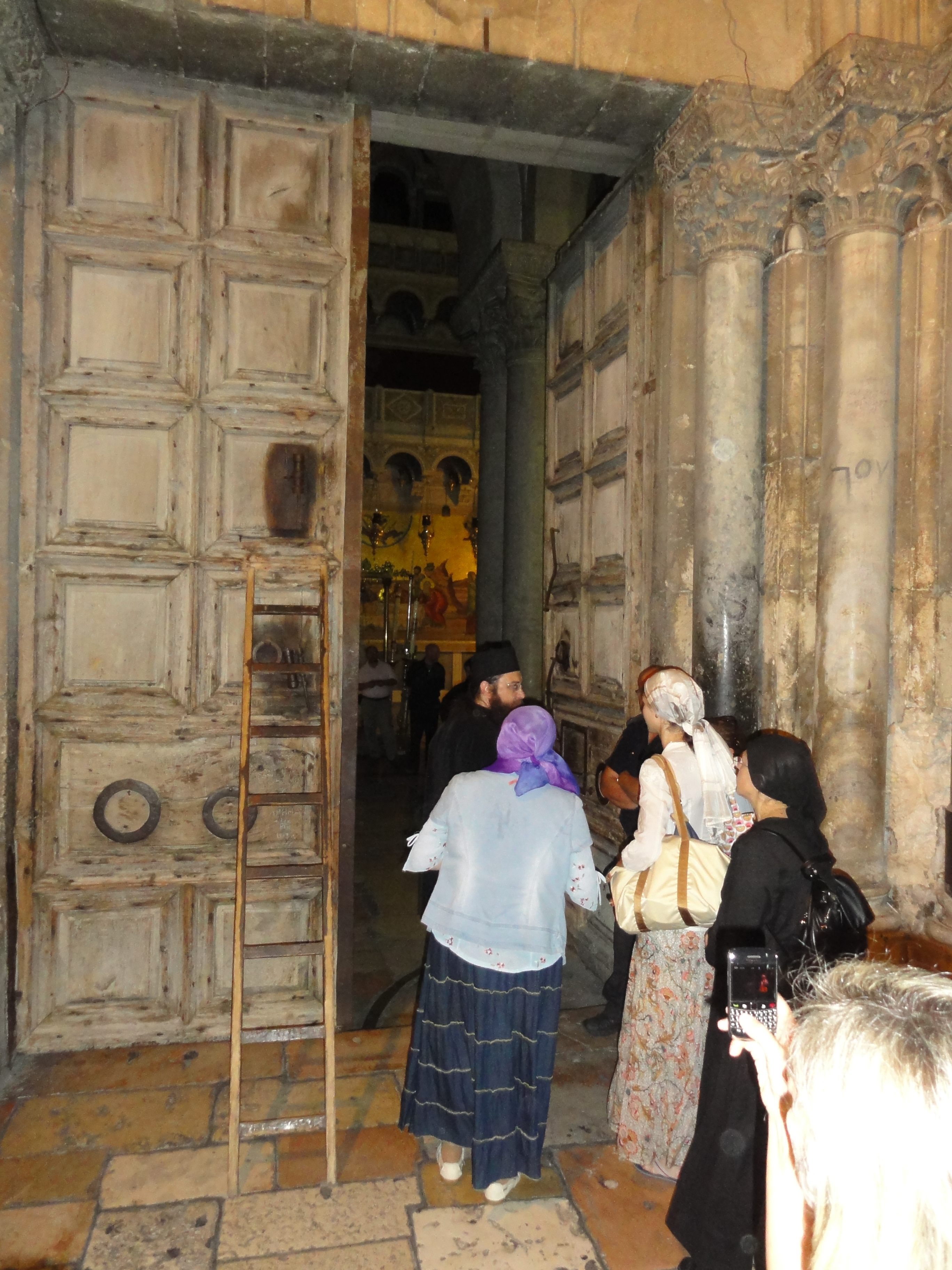
Puerta de entrada.

Las puertas de madera que componen la entrada principal son las originales, con arcos muy tallados. Hoy en día, solo se puede acceder a la entrada de la izquierda, ya que la puerta de la derecha ha estado tapiada desde hace mucho tiempo. La entrada a la iglesia conduce al crucero sur, a través de la fachada de los cruzados en el atrio de un patio más grande.Esto se encuentra más allá de un grupo de calles que serpentean a través de la Vía Dolorosa exterior a través de un zoco en el Muristán. Esta estrecha vía de acceso a una estructura tan grande ha demostrado ser peligrosa en ocasiones. Por ejemplo, cuando se produjo un incendio en 1840, decenas de peregrinos murieron pisoteados.
Según la tradición familiar, la familia musulmana Nuseibeh ha sido responsable de abrir la puerta como parte imparcial de las denominaciones de la iglesia ya desde el siglo VII. Sin embargo, ellos mismos admiten que los documentos en poder de varias denominaciones cristianas solo mencionan su papel desde el siglo XII, en la época de Saladino, que es la fecha más generalmente aceptada.  Después de recuperar Jerusalén de los cruzados en el asedio de 1187, Saladino confió a la familia Joudeh la llave de la iglesia, que está hecha de hierro y mide 30 centímetros (12 pulgadas) de largo; los Nuseibeh se convirtieron o siguieron siendo sus guardianes.
La famosa escalera inamovible se encuentra debajo de una ventana en la fachada.

### Calvario (Gólgota)

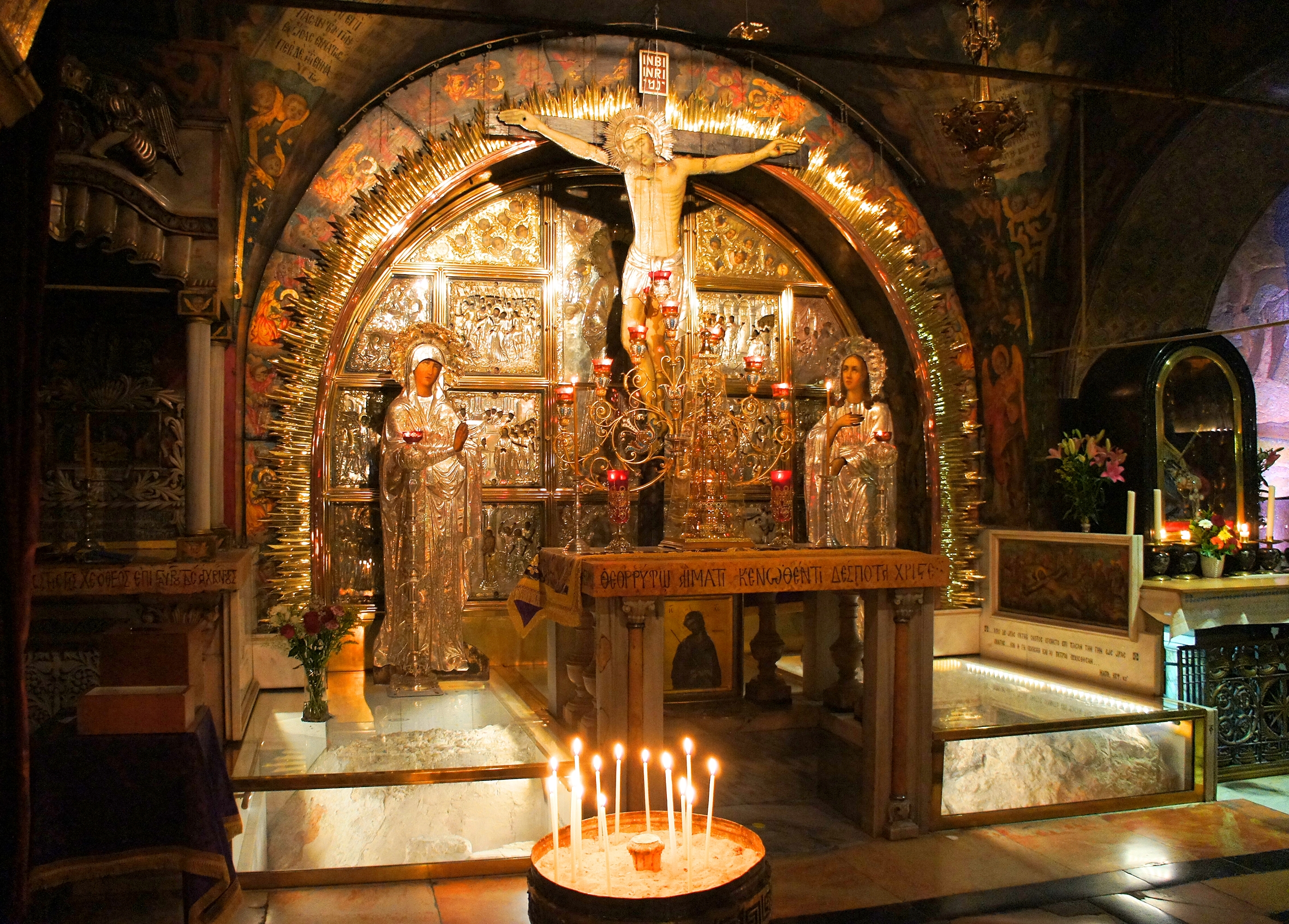
El Altar de la Crucifixión, debajo del cual se encuentra la roca original del Calvario, protegida por un panel de vidrio.

Justo en la entrada de la iglesia hay una escalera que conduce al Calvario (Gólgota), considerado tradicionalmente como el lugar de la crucifixión de Jesús, y la parte más lujosamente decorada de la iglesia. La salida se realiza a través de otra escalera frente a la primera, que conduce al deambulatorio. El Gólgota y sus capillas están justo al sur del altar principal del Catholicon.
El Calvario está dividido en dos capillas: una ortodoxa griega y otra católica, cada una con su propio altar. En el lado izquierdo, el norte, el altar de la capilla ortodoxa griega está situado sobre la supuesta roca del Calvario (la duodécima estación del Vía Crucis), que se puede tocar a través de un agujero en el suelo debajo del altar. La roca se puede ver bajo un cristal protector a ambos lados del altar. La piedra circundante más blanda se retiró cuando se construyó la iglesia. La Capilla Católica Romana Franciscana de la Clavadura de la Cruz (la undécima estación del Vía Crucis), se extiende hacia el sur. Entre el Altar Católico de la Clavadura de la Cruz y el altar Ortodoxo se encuentra el Altar Católico del Stabat Mater, que tiene una estatua de María con un busto del siglo XVIII; este altar central marca la decimotercera estación del Vía Crucis.
En la planta baja, justo debajo de la capilla del Gólgota, se encuentra la capilla de Adán. Según la tradición, Jesús fue crucificado sobre el lugar donde fue enterrado el cráneo de Adán.  Según algunos, la sangre de Cristo corrió por la cruz y a través de las rocas para finalmente salpicar el cráneo de Adán. A través de una ventana en la parte posterior del ábside del siglo XI, se puede ver la roca del Calvario con una grieta que tradicionalmente se cree que fue causada por el terremoto que siguió a la muerte de Jesús; algunos eruditos afirman que es el resultado de la explotación de una cantera contra un defecto natural en la roca.
Detrás de la capilla de Adán se encuentra el Tesoro Griego o Tesoro del Patriarcado Griego. Algunas de sus reliquias, como una mitra de cristal del siglo XII, fueron trasladadas al Museo del Patriarcado Ortodoxo Griego, el Museo Patriarcal, en la calle del Patriarcado Ortodoxo Griego.

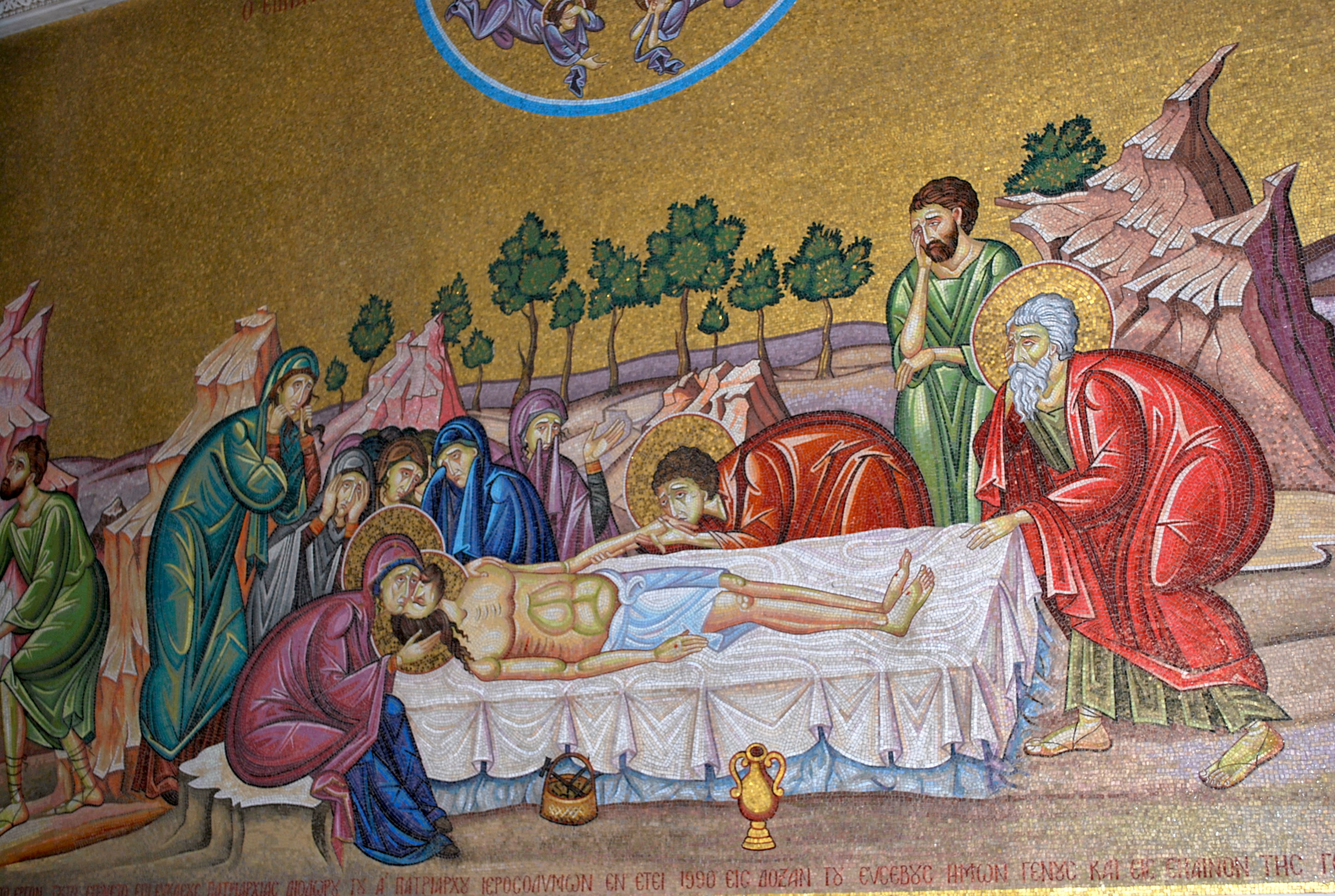
Representación en mosaico del cuerpo de Cristo siendo preparado después de su muerte, frente a la Piedra de la Unción.

### Piedra de la Unción
Justo dentro de la entrada a la iglesia se encuentra la Piedra de la Unción, que según la tradición fue el lugar donde el cuerpo de Jesús fue preparado para su entierro por José de Arimatea , aunque esta tradición solo está atestiguada desde la época de las cruzadas, especialmente por el peregrino dominico italiano Riccoldo da Monte di Croce en 1288, y la piedra actual solo se agregó en la reconstrucción de 1810.
El muro que hay detrás de la piedra se define por sus llamativos balcones azules y sus banderas rojas con el símbolo de taphos, que representan la insignia de la Hermandad del Santo Sepulcro, y está decorado con lámparas. A lo largo del muro hay un mosaico que está pintado en forma de secuencia que representa la unción del cuerpo de Jesús, precedida a la derecha por el Descendimiento de la Cruz y sucedida a la izquierda por el Entierro de Jesús.

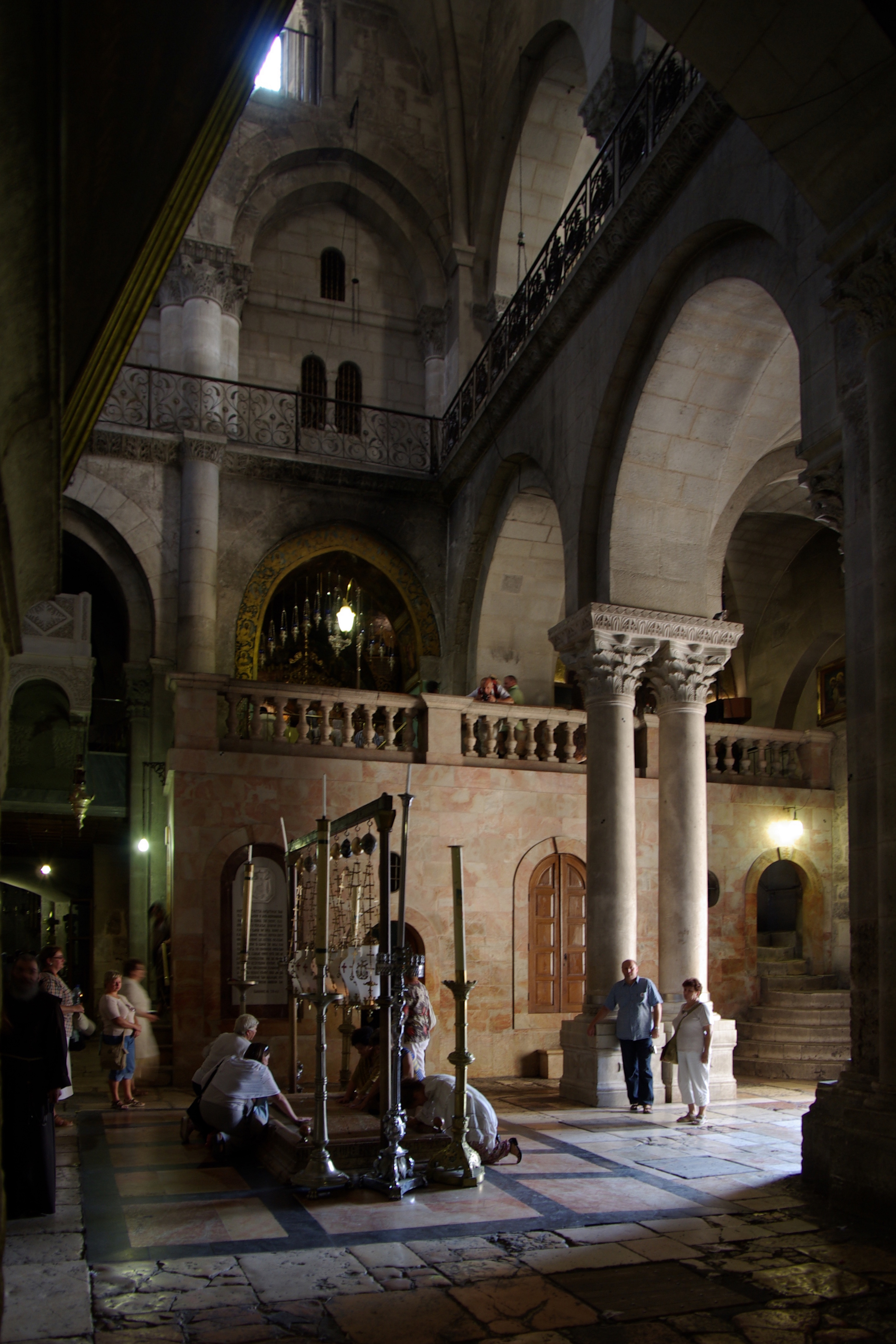
La Piedra de la Unción, donde se dice que fue ungido el cuerpo de Jesús antes del entierro. Al fondo a la derecha, se pueden apreciar las escaleras de acceso al Gólgota.

El muro fue una adición temporal para sostener el arco que se encontraba sobre él, que se había debilitado después de los daños causados por el incendio de 1808; bloquea la vista de la rotonda, separa la entrada del Catholicon, se encuentra sobre cuatro de las tumbas de los cruzados ahora vacías y profanadas,y ya no es estructuralmente necesario. Las opiniones difieren en cuanto a si debe considerarse como la 13.ª Estación del Vía Crucis, que otros identifican como el descenso de Jesús de la cruz y se encuentra entre las estaciones 11.ª y 12.ª del Calvario.
Las lámparas que cuelgan sobre la Piedra de la Unción, adornadas con eslabones de cadena con cruces, son aportadas por armenios, coptos, griegos y latinos.
Inmediatamente dentro y a la izquierda de la entrada hay un banco, antiguamente un diván, que tradicionalmente ha sido utilizado por los porteros musulmanes de la iglesia, junto con algunos clérigos cristianos, así como el cableado eléctrico. A la derecha de la entrada hay una pared a lo largo del deambulatorio que contiene la escalera que conduce al Gólgota. Más adelante a lo largo de la misma pared se encuentra la entrada a la capilla de Adán.

### Rotonda y Edículo
La Rotonda es el edificio de la cúpula más grande ubicada en el extremo oeste. En el centro de la rotonda hay una pequeña capilla llamada Edículo, del latín aedicula, en referencia a un pequeño santuario. El Edículo tiene dos salas: la primera contiene una reliquia llamada la Piedra del Ángel, que se cree que es un fragmento de la gran piedra que selló la tumba; la segunda sala, más pequeña, contiene la tumba de Jesús. Posiblemente para evitar que los peregrinos se llevaran pedazos de la roca original como recuerdos, en 1555, se colocó una superficie de revestimiento de mármol sobre la tumba para evitar más daños a la tumba.En octubre de 2016, se retiró la losa superior para revelar una losa de mármol más antigua, parcialmente rota, con una cruz de estilo cruzado tallada en ella. Debajo de ella, se reveló que el lecho funerario de piedra caliza estaba intacto.

Bajo el statu quo , las iglesias ortodoxa oriental, católica romana y apostólica armenia tienen derechos sobre el interior de la tumba, y las tres comunidades celebran allí la Divina Liturgia/Santa Misa diariamente. También se utiliza para otras ceremonias en ocasiones especiales, como la ceremonia del Sábado Santo del Fuego Sagrado dirigida por el patriarca ortodoxo griego (con la participación de los patriarcas copto y armenio). En su parte trasera, en la Capilla Copta, construida con celosías de hierro, se encuentra el altar utilizado por los ortodoxos coptos. Históricamente, los ortodoxos georgianos también conservaron la llave del edículo.

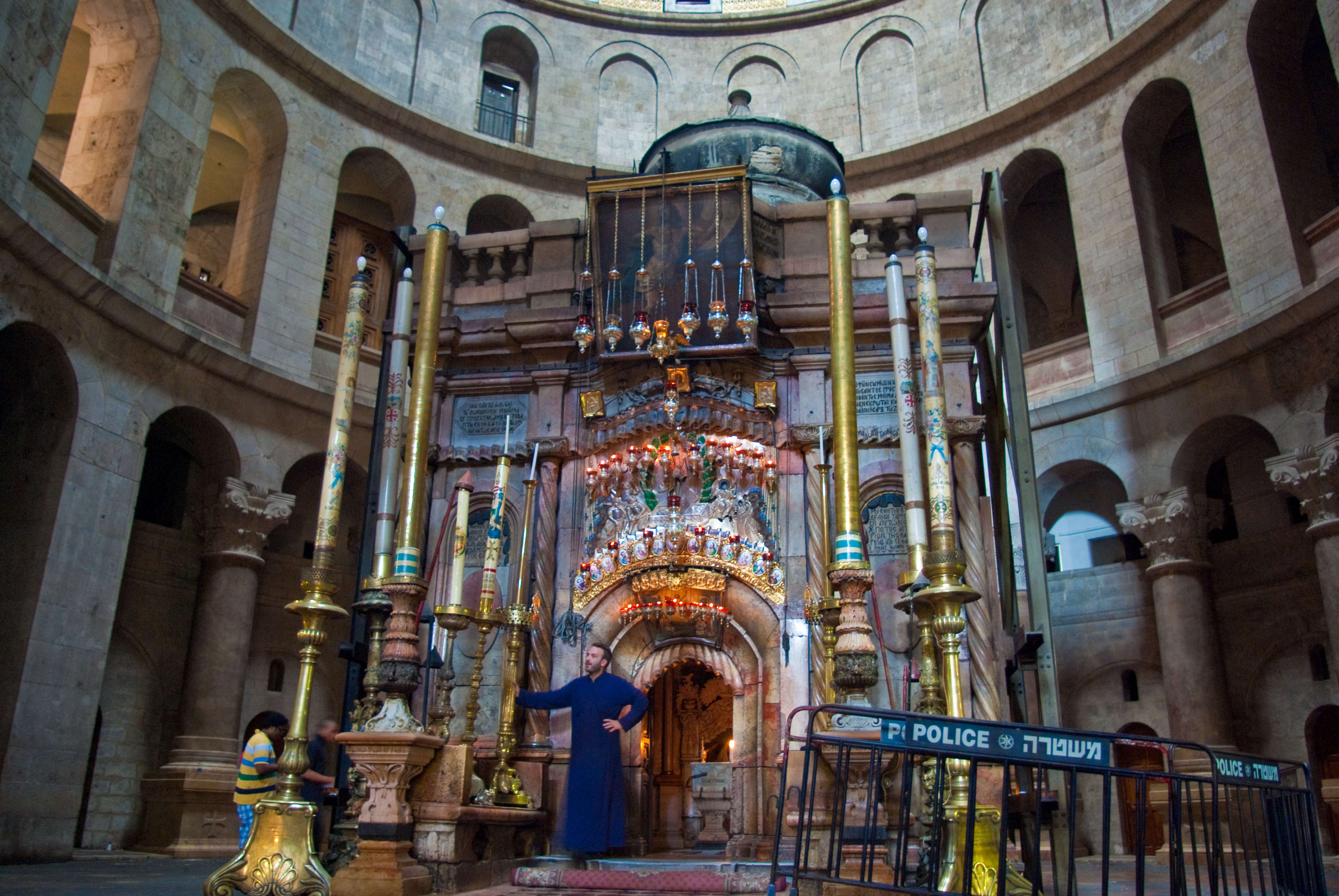
El Edículo contiene en su interior el sepulcro de Jesús.
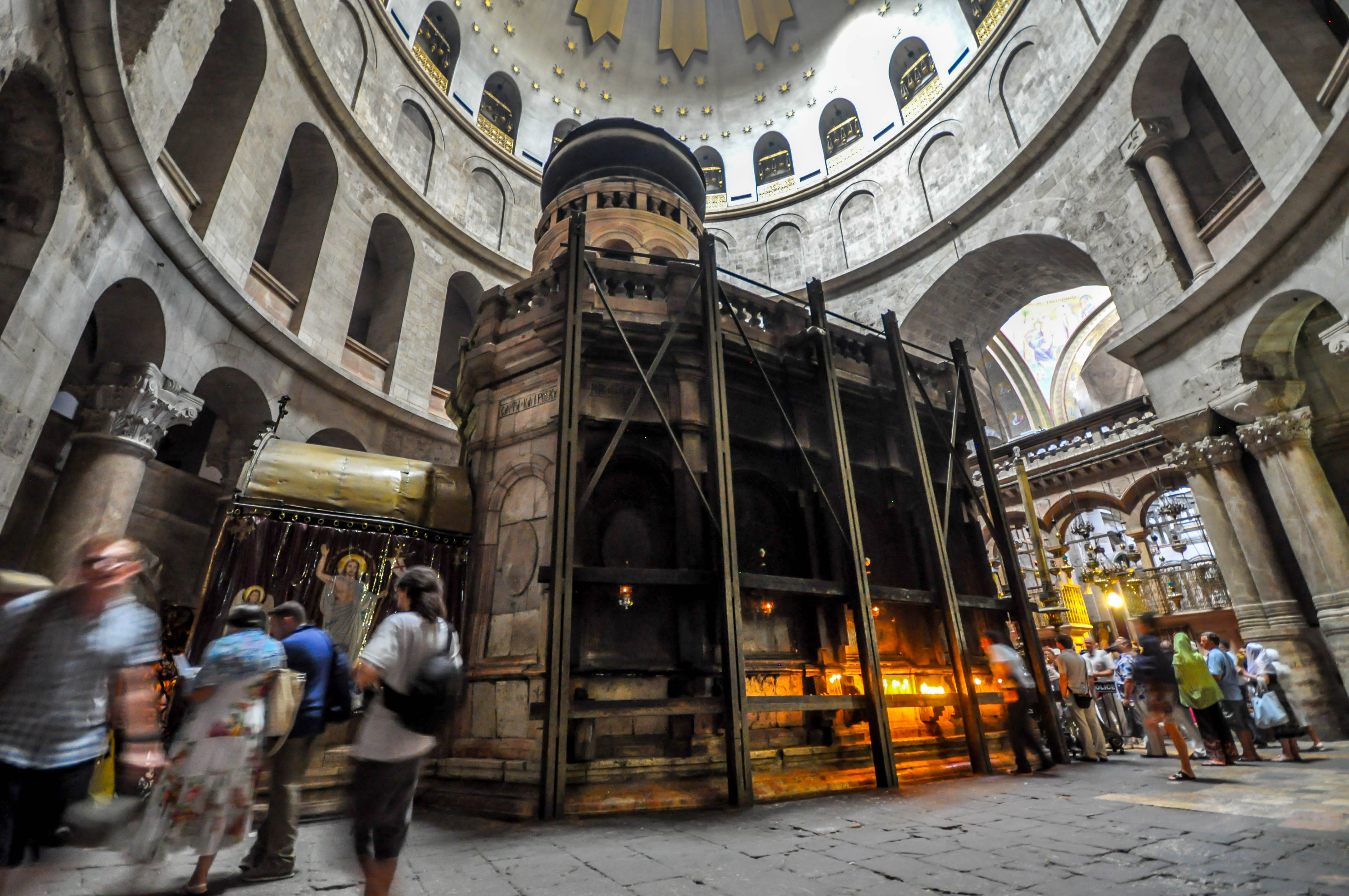
El Edículo con la capilla copta a la izquierda con techo dorado; entrada principal a la derecha.
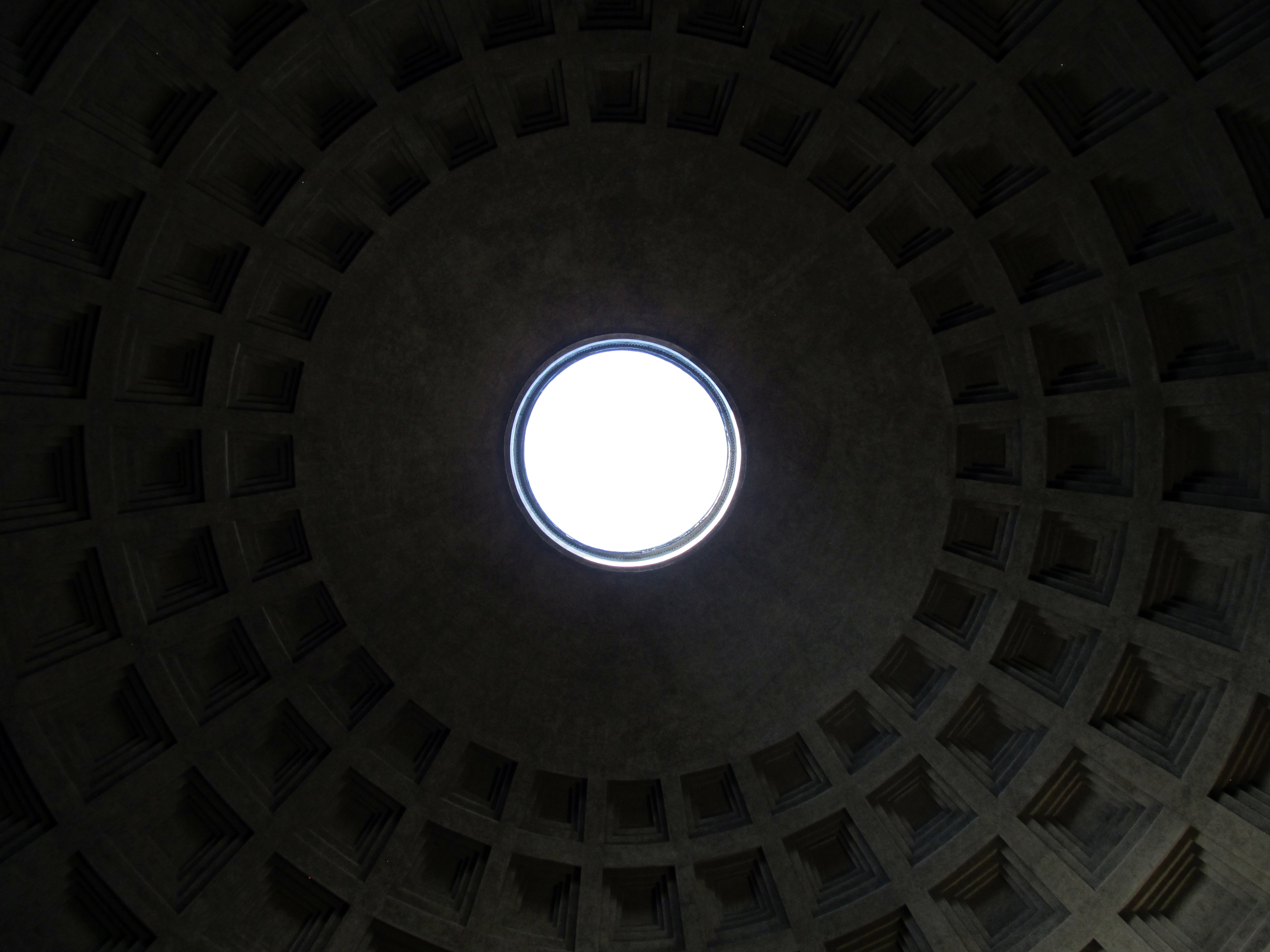
La cúpula de la Anástasis, sobre el edículo.
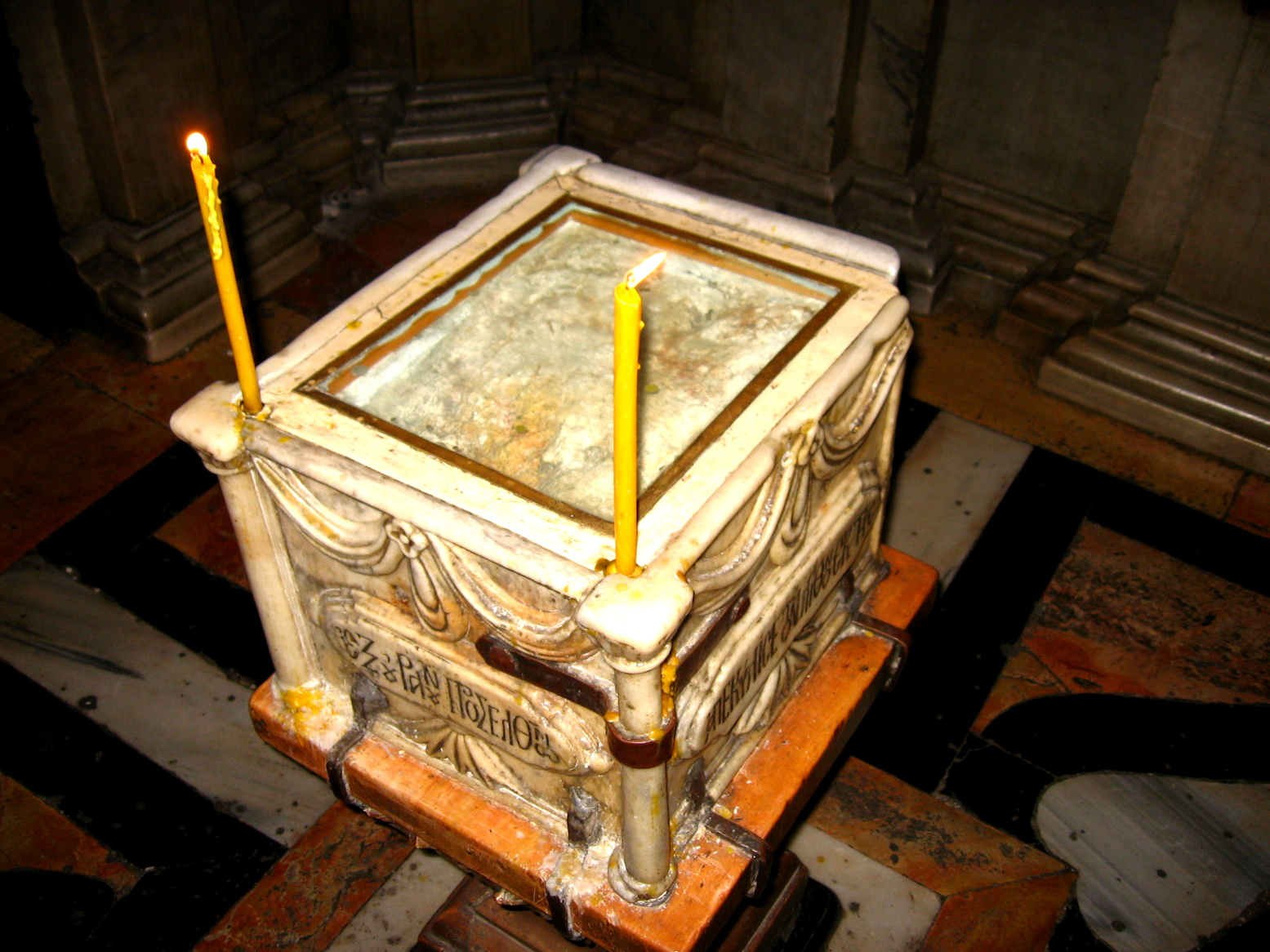
Piedra del Ángel en la primera cámara del interior del edículo.
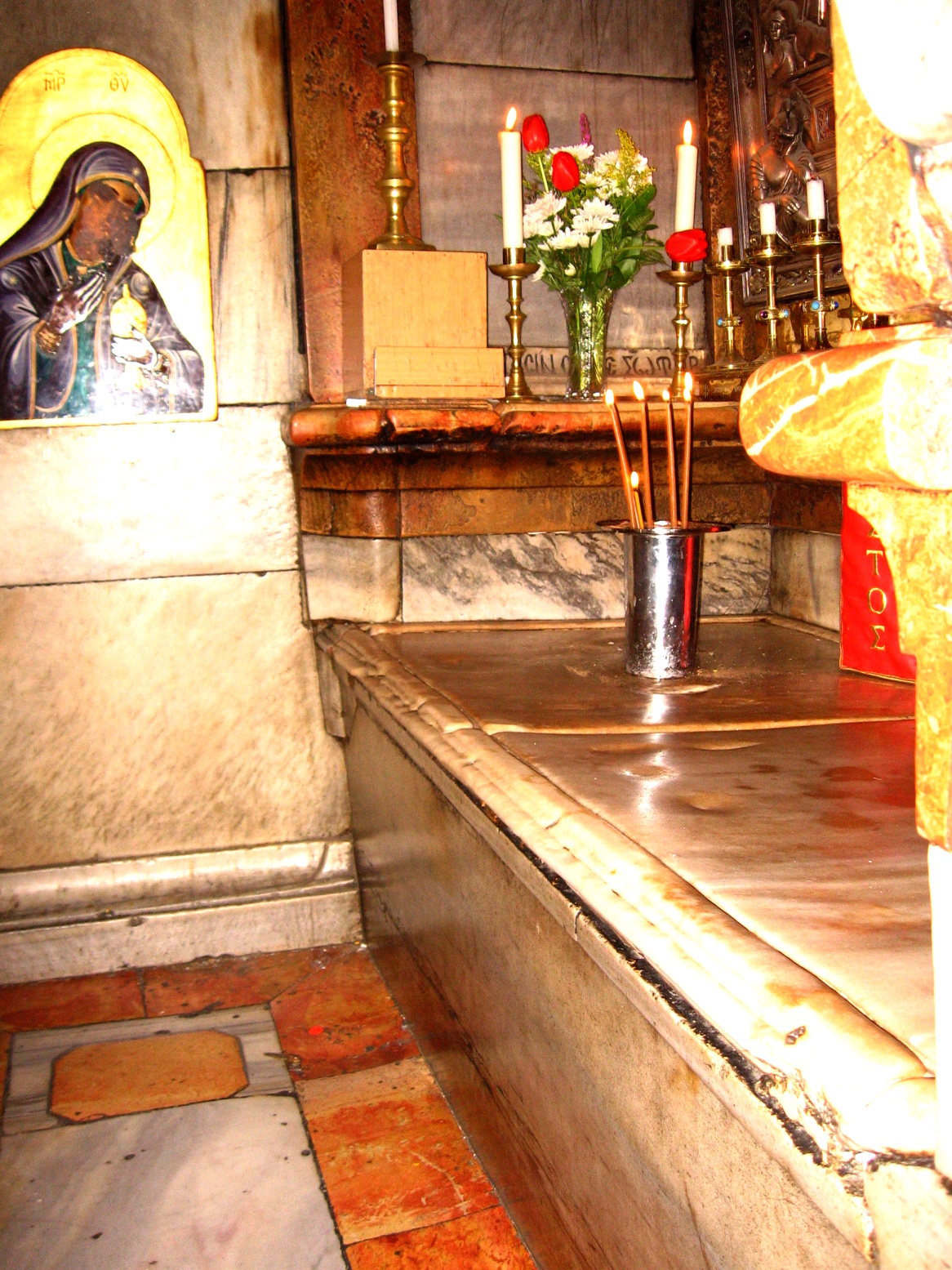
La Tumba de Jesús (plataforma elevada a la derecha, en el interior de la segunda cámara dentro del edículo).

A la derecha del sepulcro, en el borde noroeste de la rotonda, se encuentra la Capilla de la Aparición, reservada para uso católico romano.Aunque no se encuentra dentro del recinto de la Iglesia del Santo Sepulcro, directamente adyacente a ella se encuentra la Iglesia del Redentor, que marca la presencia luterana en el lugar.

### Katholikon
En la nave central de la iglesia de la época de las Cruzadas, justo al este de la rotonda más grande, se encuentra la estructura de las Cruzadas que alberga el altar principal de la Iglesia, hoy el catholicon ortodoxo griego . Su cúpula tiene 19,8 metros (65 pies) de diámetro,  y está situada directamente sobre el centro del crucero del coro donde se encuentra el compas, una piedra omphalos ("ombligo") que alguna vez se consideró el centro del mundo y que todavía es venerada como tal por los cristianos ortodoxos (asociada con el lugar de la Crucifixión y la Resurrección).
Desde 1996, esta cúpula está coronada por el monumental Crucifijo del Gólgota, que consagró el patriarca griego Diodoro I de Jerusalén. Fue por iniciativa del profesor israelí Gustav Kühnel que se erigiera en la iglesia un nuevo crucifijo que no sólo estuviera a la altura de la singularidad del lugar, sino que se convirtiera también en un símbolo de los esfuerzos de unidad en la comunidad de fe cristiana.

El iconostasio del catholicon delimita el santuario ortodoxo que se encuentra detrás de él, al este.El iconostasio está flanqueado al frente por dos tronos episcopales: el asiento del sur (cathedra) es el trono patriarcal del patriarca ortodoxo griego de Jerusalén , y el asiento del norte es para un arzobispo u obispo.También existe una afirmación popular de que ambos son tronos patriarcales, siendo el del norte para el patriarca de Antioquía  – lo que ha sido descrito como una afirmación errónea, sin embargo.

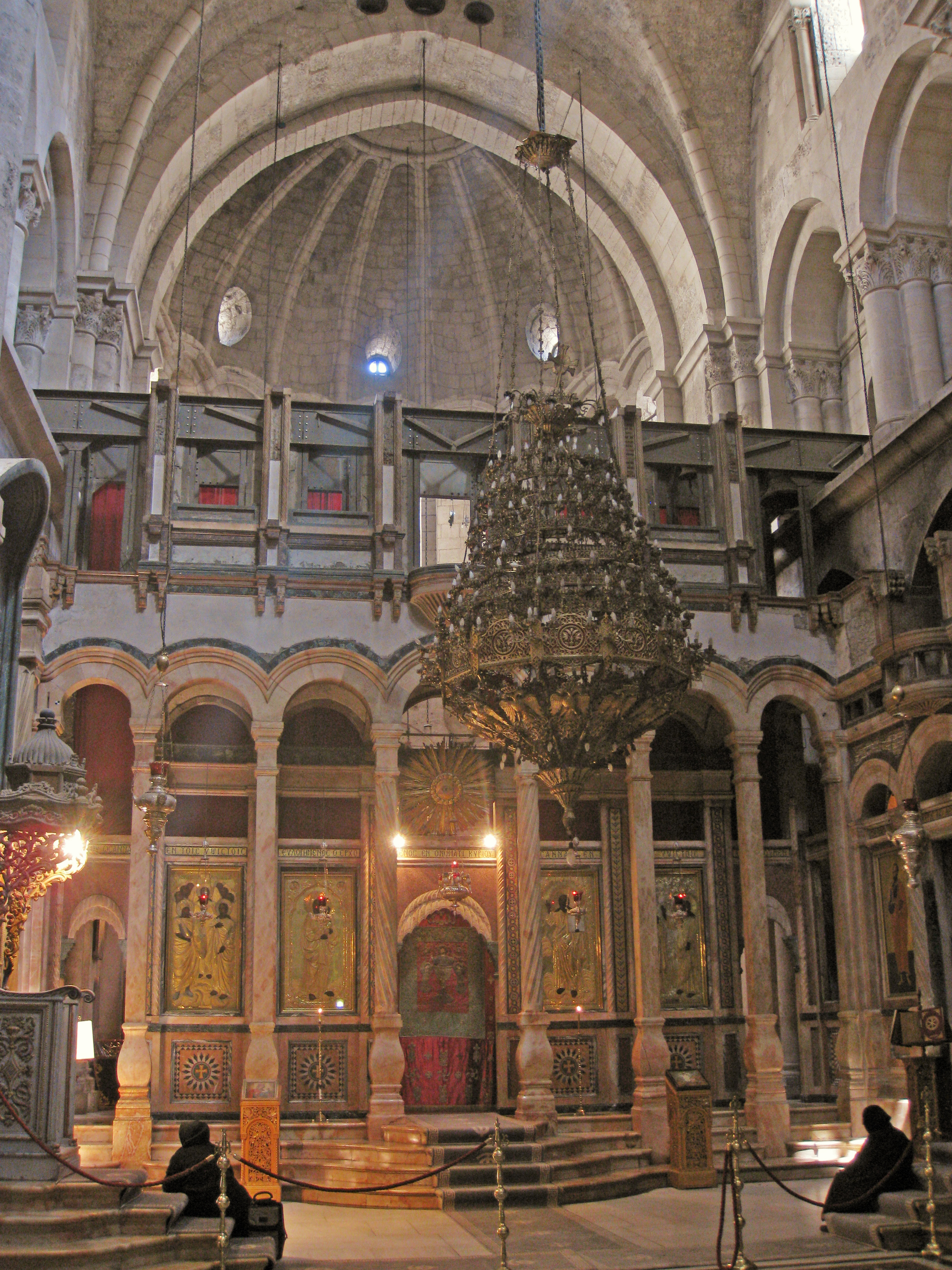
Extremo este del catholicon ortodoxo griego, con su iconostasio.
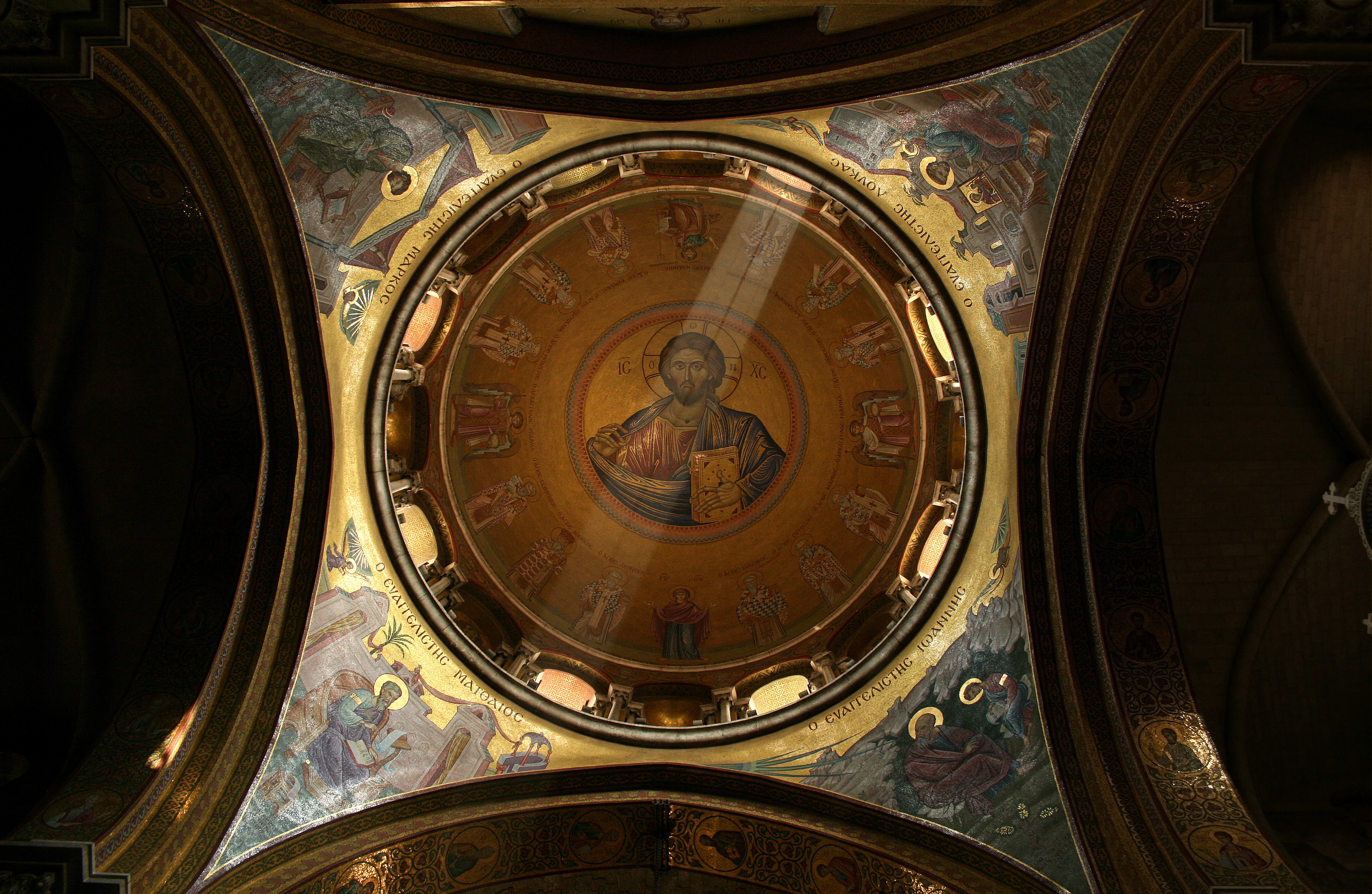
El mosaico del Cristo Pantocrátor en el interior de la cúpula del Catholicon.
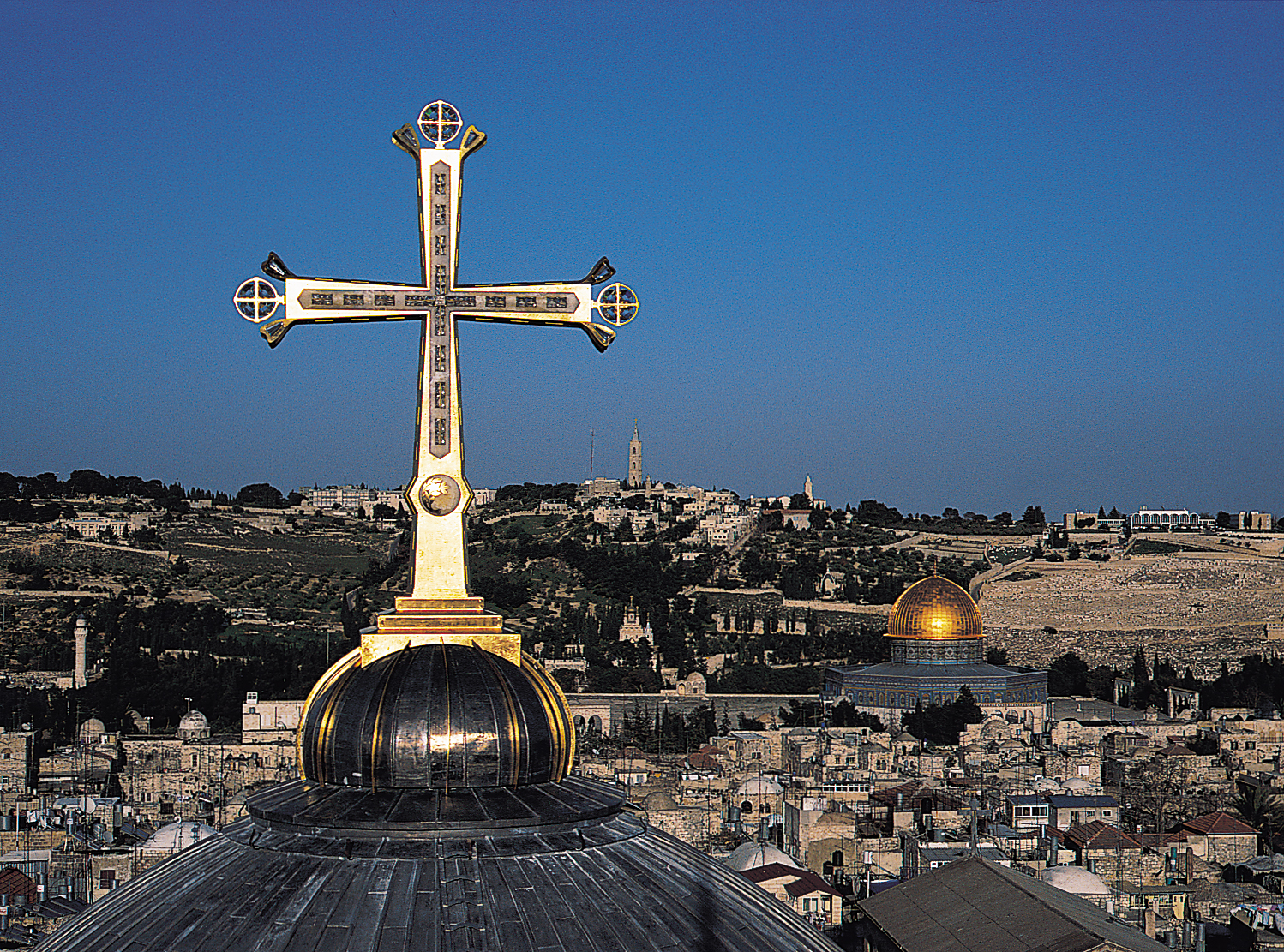
Cruz en la punta del Catholicon, en el exterior.

### Monasterio armenio al sur del Edículo
Al sur del edículo se encuentra el "Lugar de las Tres Marías",marcado por un baldaquino de piedra (la Estación de las Santas Mujeres) y un gran mosaico mural moderno. Desde aquí se accede al monasterio armenio, que se extiende sobre la planta baja y el primer piso superior de la parte sureste de la iglesia.

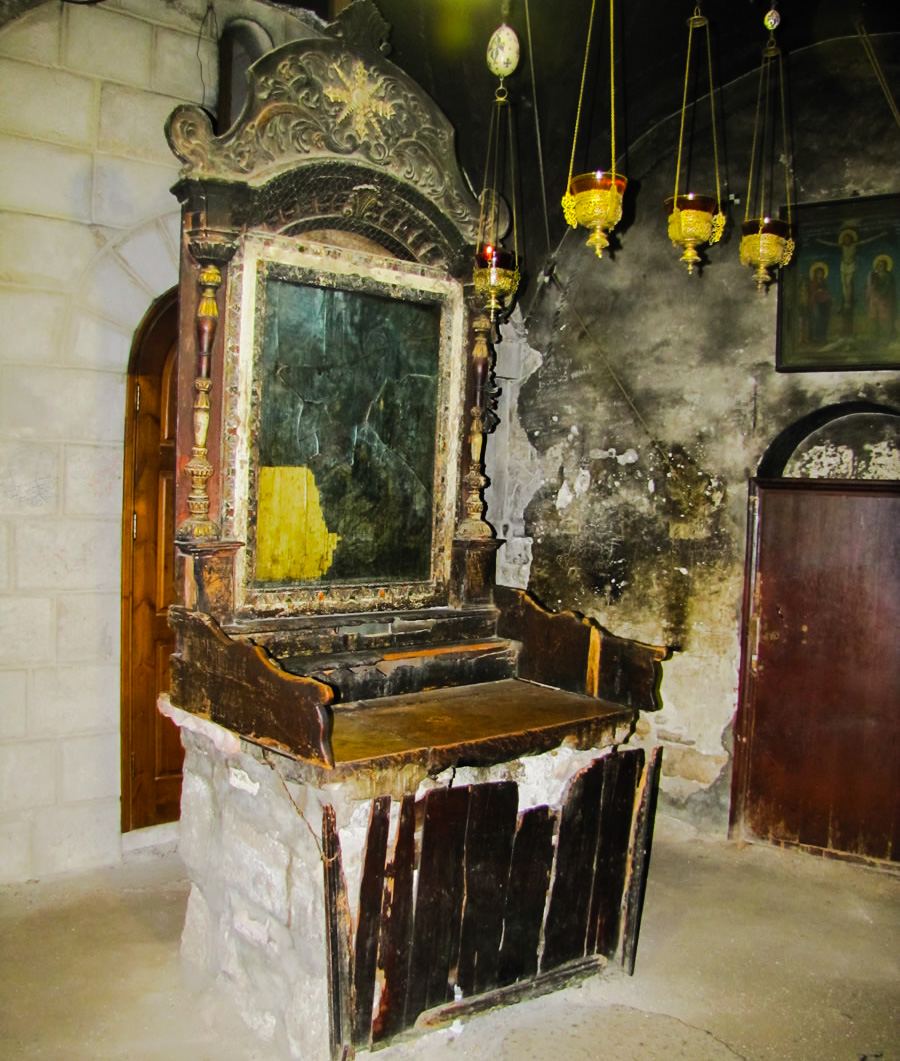
Altar en la capilla siriaca.

### Capilla siríaca con la tumba de José de Arimatea
Al oeste del edículo, en la parte trasera de la rotonda, se encuentra la capilla siríaca con la tumba de José de Arimatea, situada en un ábside constantiniano y que contiene una abertura que da a una antigua tumba judía excavada en la roca. En esta capilla los ortodoxos sirios celebran su liturgia los domingos.
Capilla siro-ortodoxa de San José de Arimatea y San Nicodemo. Los domingos y festivos está acondicionada para la celebración de la Misa. Se accede a ella desde la Rotonda, por una puerta situada al oeste del Edículo.
Al otro lado de la capilla se encuentra la entrada baja a una tumba judía del siglo I casi completa, que inicialmente contenía seis pozos funerarios de tipo kokh que irradiaban desde una cámara central, dos de los cuales aún están expuestos. Aunque este espacio fue descubierto hace relativamente poco tiempo y no contiene marcas identificatorias, algunos creen que José de Arimatea y Nicodemo fueron enterrados aquí. Dado que los judíos siempre enterraban a sus muertos fuera de la ciudad, la presencia de esta tumba parece demostrar que el sitio del Santo Sepulcro estaba fuera de las murallas de la ciudad en el momento de la crucifixión.

### Zona franciscana al norte del Edículo
Al norte del Edículo se encuentran las siguientes secciones:
- La Capilla Franciscana de Santa María Magdalena, un espacio abierto, indica el lugar donde María Magdalena se encontró con Jesús después de su resurrección.[67]
- La Capilla Franciscana de la Aparición (Capilla del Santísimo Sacramento), directamente al norte de la anterior – en memoria del encuentro de Jesús con su madre después de la Resurrección, una tradición no bíblica.  Aquí se encuentra un trozo de una antigua columna, supuestamente parte de la que Jesús fue atado durante su flagelación.[58]

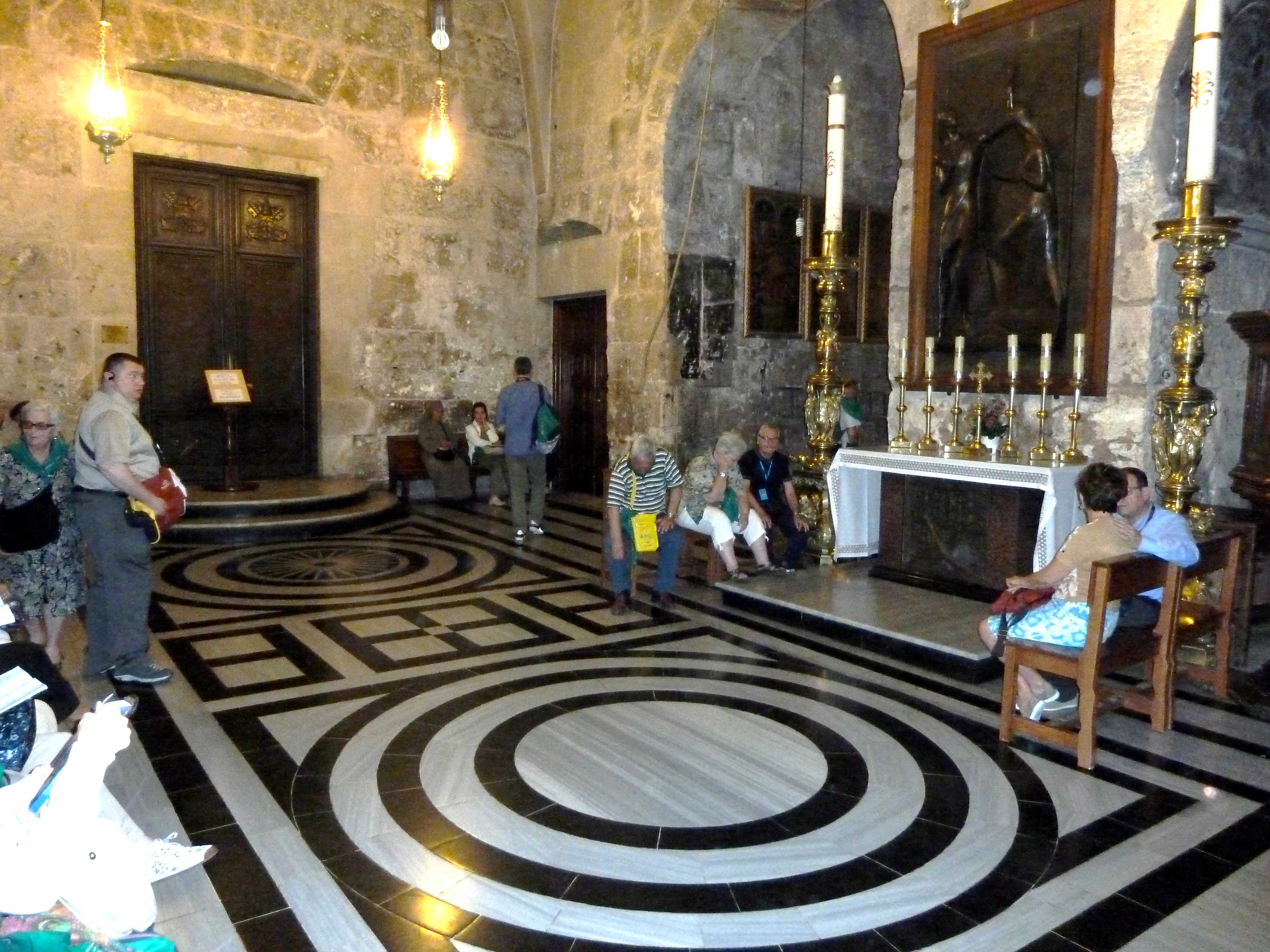
Capilla de Santa María Magdalena.
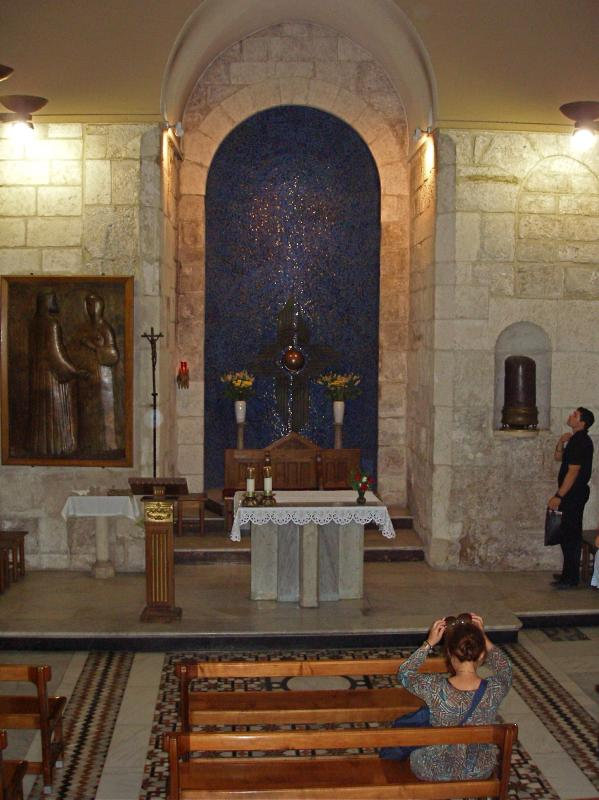
Capilla de la Aparición.

### Arcos de la Virgen
Los Arcos de la Virgen son siete arcos (una arcada) en el extremo norte del crucero norte, que está al norte del Catholicon. Disputada por los ortodoxos y los católicos, la zona se utiliza para guardar escaleras.A lo largo de los años, el patriarcado greco-ortodoxo colocó varios iconos a lo largo de la arcada. Datan principalmente del siglo XIX y están diseñados en estilo ortodoxo postbizantino; fueron restaurados en 2021.

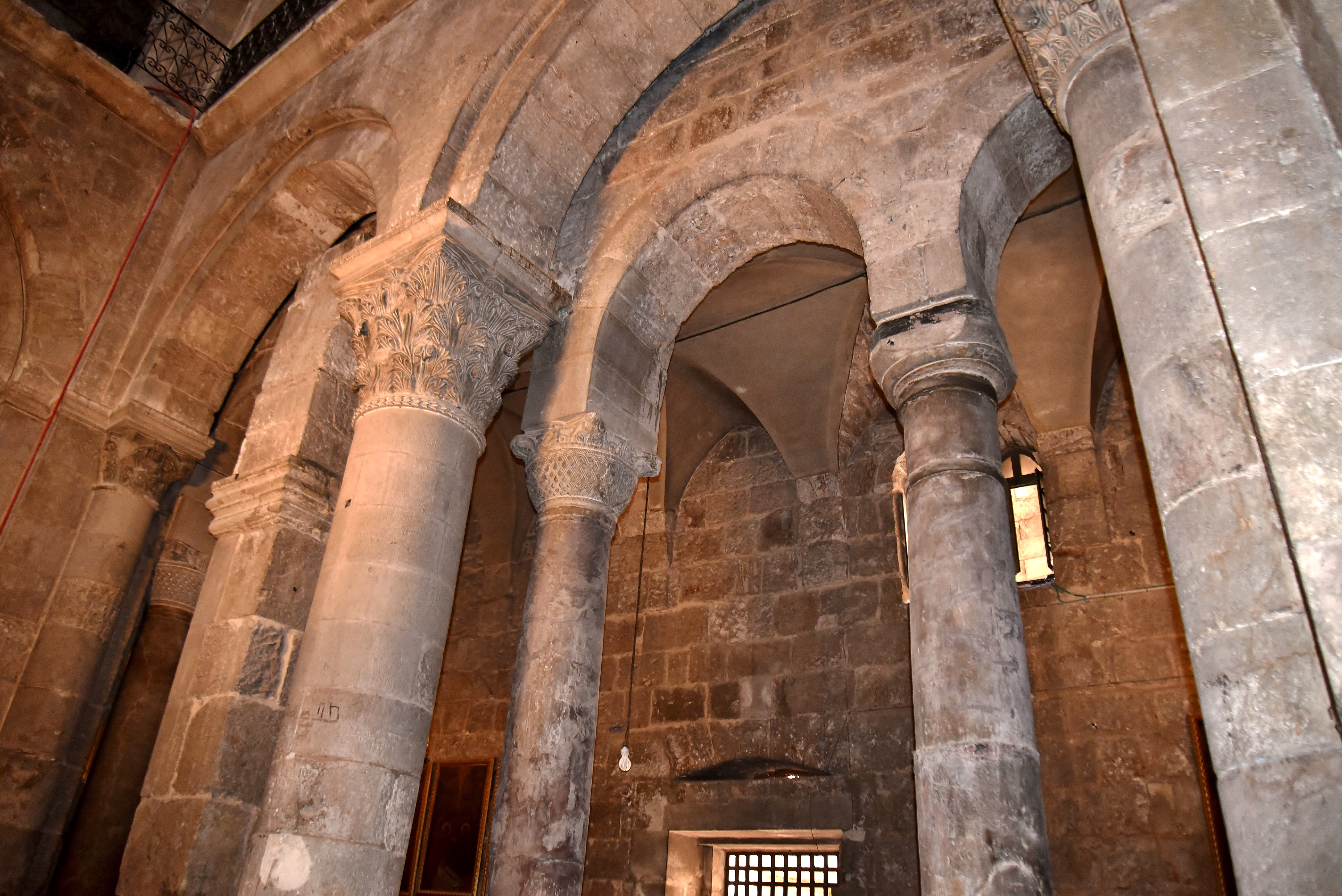
Arcos de la Virgen.

### La Prisión de Cristo
En el lado noreste del complejo, se encuentra la Prisión de Cristo, supuestamente donde Jesús fue retenido. Los ortodoxos griegos están mostrando a los peregrinos otro lugar donde Jesús fue supuestamente retenido, la Prisión de Cristo de nombre similar en su Monasterio del Pretorio, ubicado cerca de la Iglesia del Ecce Homo, entre la Segunda y Tercera Estación de la Vía Dolorosa. Los armenios consideran que un hueco en el Monasterio de la Flagelación en la Segunda Estación de la Vía Dolorosa es la Prisión de Cristo. También se alega que una cisterna entre las ruinas debajo de la iglesia de San Pedro en Gallicantu en el Monte Sión fue la Prisión de Cristo. Para reconciliar las tradiciones, algunos alegan que Jesús fue retenido en la celda del Monte Sión en relación con su juicio por el sumo sacerdote judío, en el Pretorio en relación con su juicio por el gobernador romano Pilato, y cerca del Gólgota antes de la crucifixión.

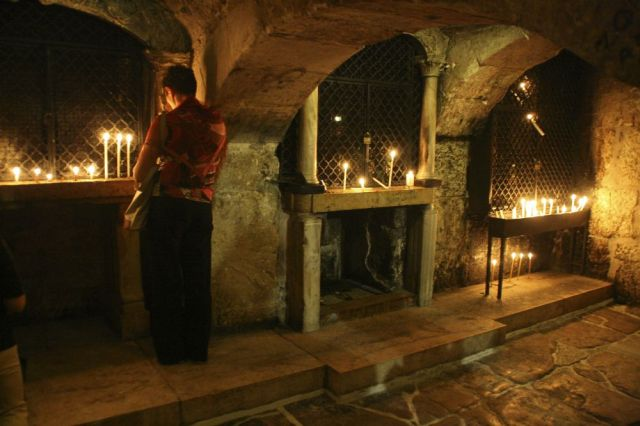
Según la tradición en este lugar encarcelaron a Jesús.

### Capilla de Santa Elena

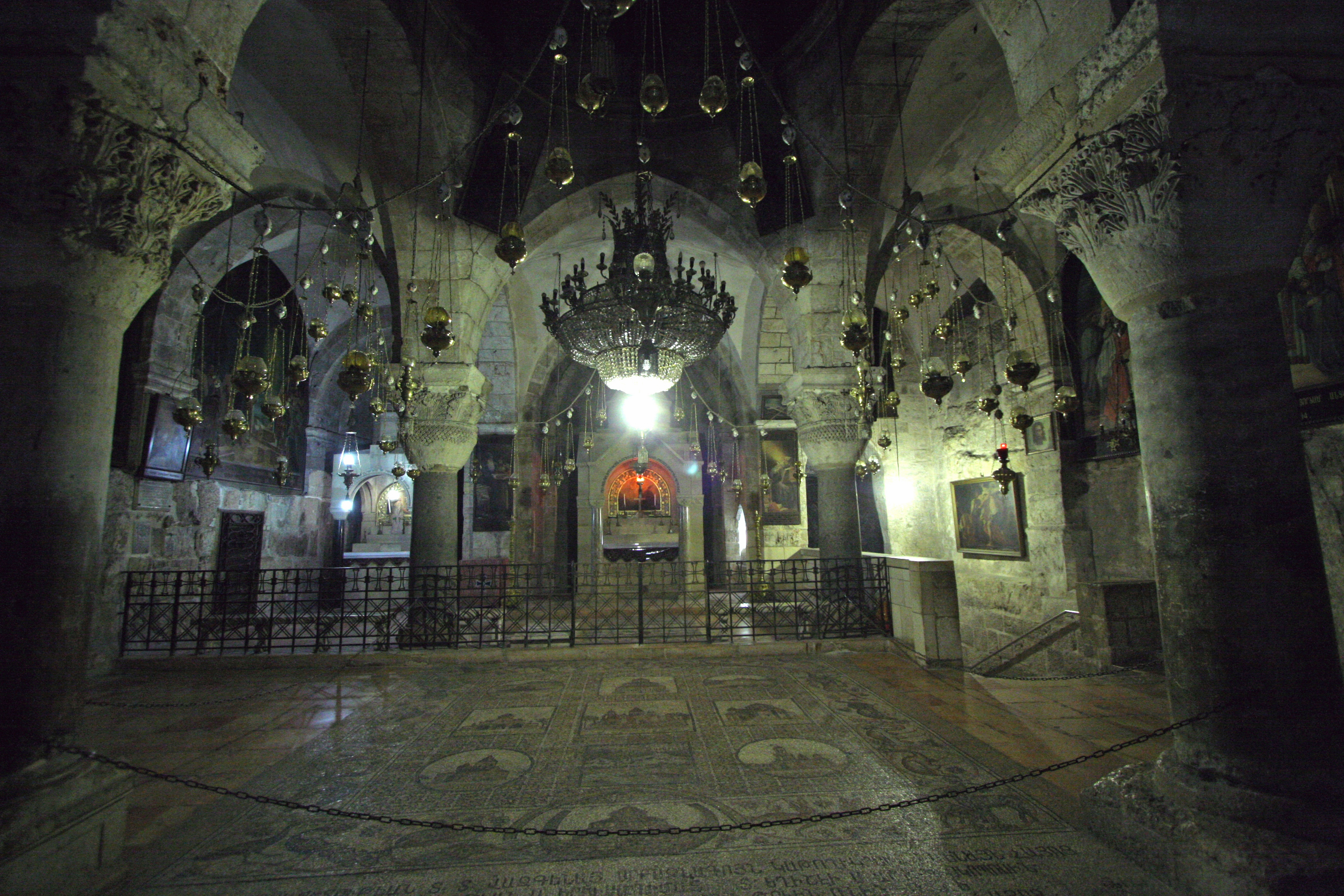
Capilla de Santa Elena.

Entre la Capilla de la División de los Túnicas y la Capilla Griega de la Burla hay unas escaleras que descienden hasta la Capilla de Santa Elena. Los armenios, que la poseen, la llaman la Capilla de San Gregorio el Iluminador, en honor al santo que trajo el cristianismo a los armenios.

### Capilla de San Vardan
En el lado norte de la Capilla de Santa Elena hay una puerta de hierro forjado adornada, más allá de la cual una plataforma artificial elevada ofrece vistas de la cantera y que conduce a la Capilla de San Vardan. Esta última capilla contiene restos arqueológicos del templo de Adriano y la basílica de Constantino. Estas áreas están abiertas solo bajo petición.

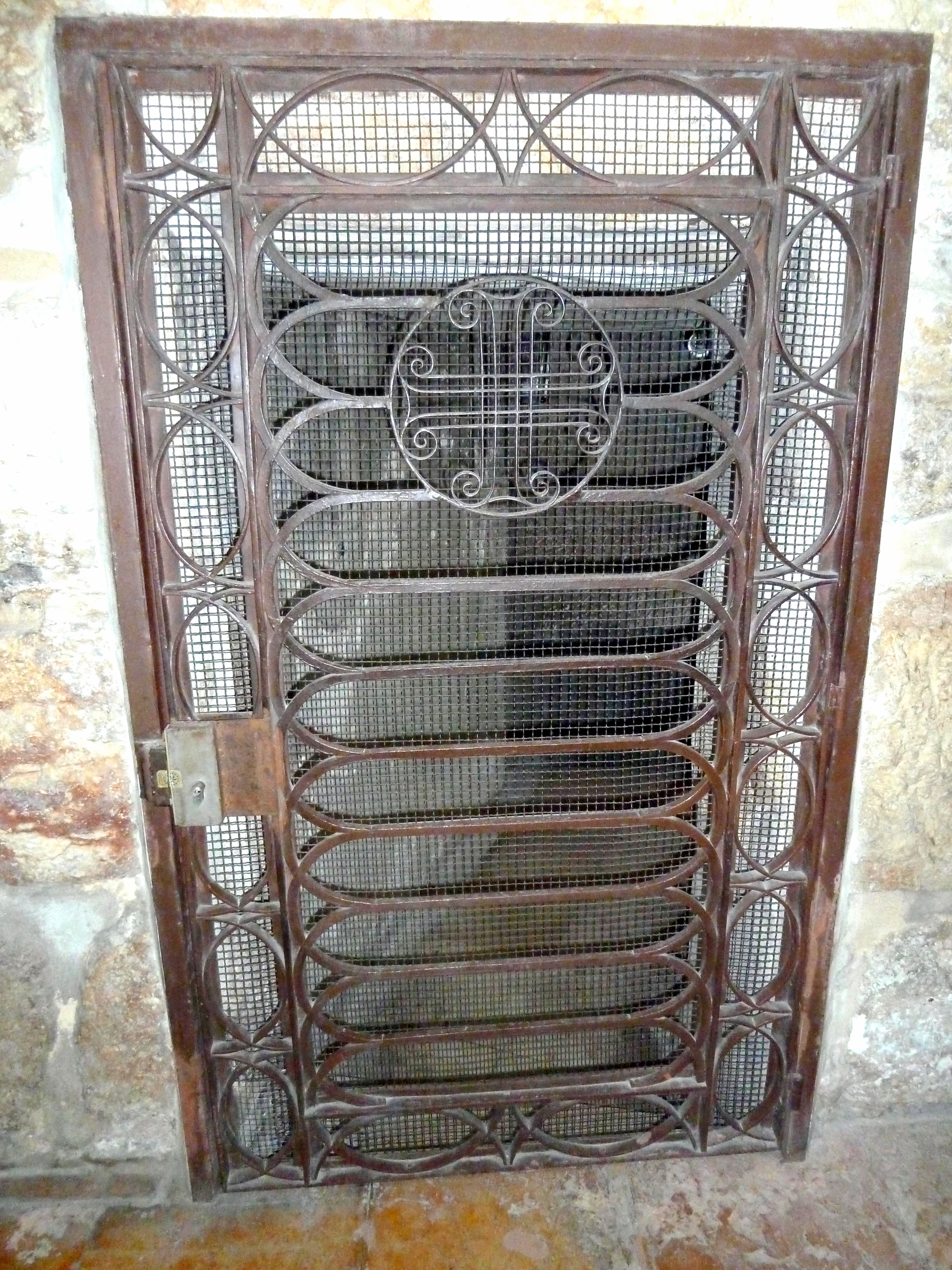
Entrada de acceso a la Capilla de San Vardan.

### Capilla de la Invención de la Santa Cruz
La Capilla de la Invención de la Santa Cruz (llamada así por el hallazgo de la Santa Cruz) es otro conjunto de 22 escaleras desde la Capilla de Santa Elena conduce a la Capilla Católica Romana de la Invención de la Santa Cruz, que se cree es el lugar donde se encontró la Verdadera Cruz.

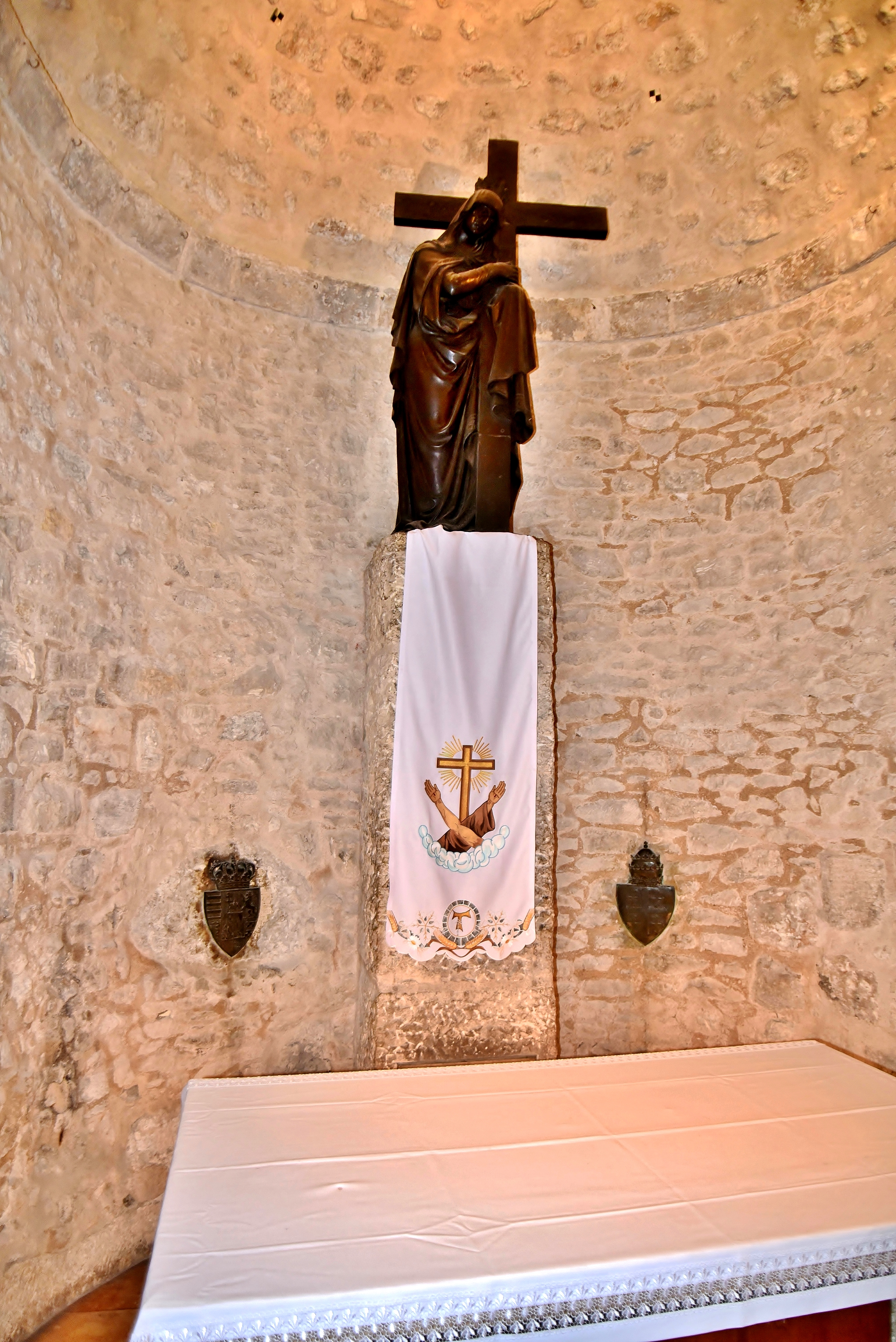
Capilla de la Invención de la Santa Cruz.

## Significado religioso

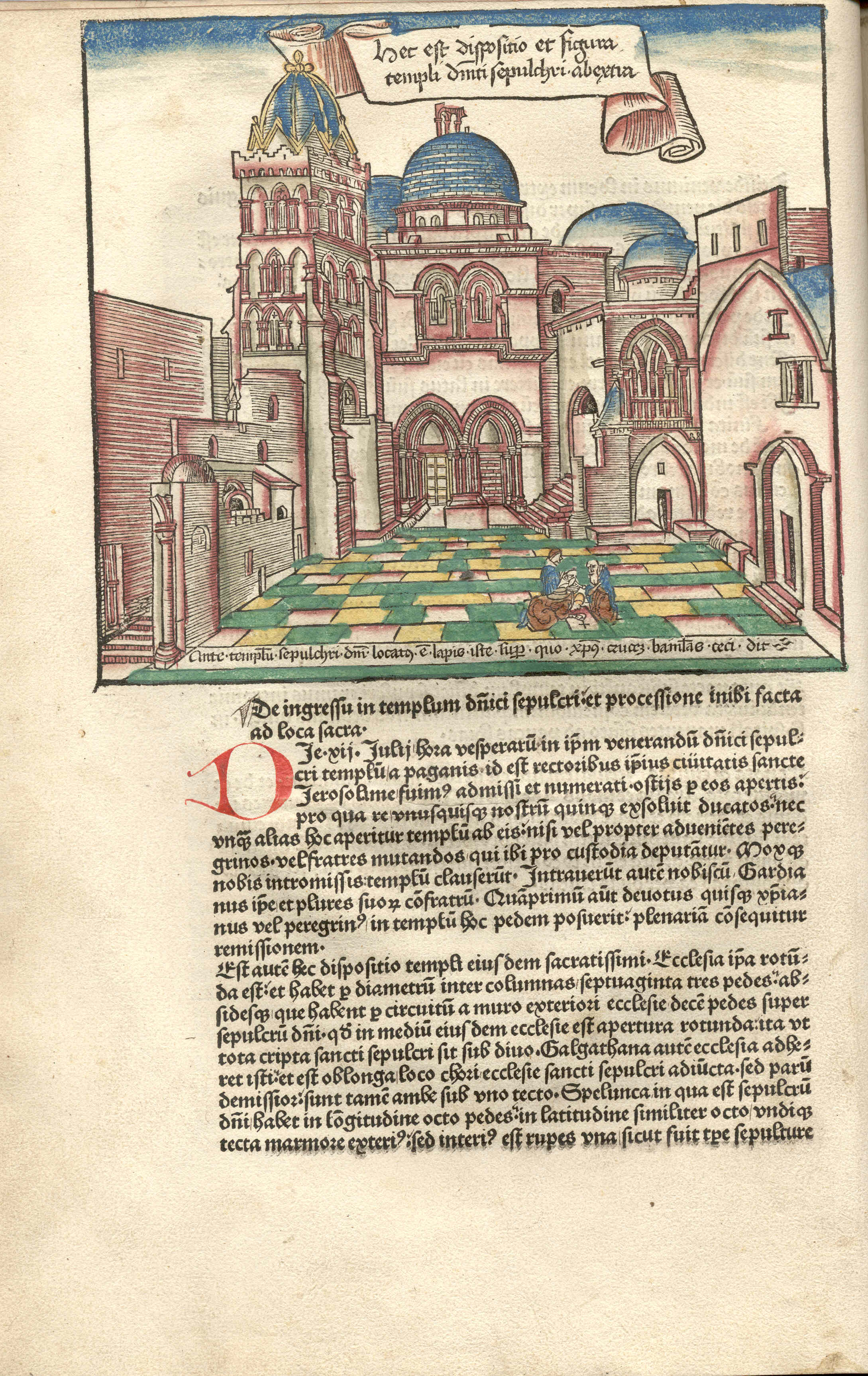
El Santo Sepulcro; incunable de Bernardo de Breidenbach: Sanctae peregrinationes (Maguncia, 1486).

El significado religioso dado al Santo Sepulcro dentro del cristianismo es de suma importancia, pues dentro de este recinto se encuentra tanto el Calvario, donde se afirma Jesucristo murió, como su sepulcro, lugar en el que, afirman los Evangelios, resucitó al tercer día de su muerte. Por esta razón el Sepulcro es el centro principal de la basílica. La capilla que lo contiene, en medio de la llamada «Rotonda» al frente del coro de los griegos, es conocida como la anástasis (ἀνάστασις, que en griego significa 'resurrección').
Según los Evangelios, antes de la muerte de Jesús el sitio era una tumba ya habilitada como tal, pero no utilizada todavía, propiedad de un rico judío seguidor de Cristo llamado José de Arimatea. Se trataría de un hueco horadado en la roca, que podía taparse con una gran piedra destinada al efecto para que rodara o se deslizara hasta la abertura del nicho.
Una de las versiones sobre el primer anuncio de la Resurrección de Cristo, según los Evangelios, es el momento en que las mujeres que iban a ungir su cadáver con especias aromáticas —María Magdalena, María de Cleofás, madre de Santiago el Menor y Judas Tadeo, y Salomé, madre de Santiago y Juan— se encontraron con la piedra desplazada y el nicho expuesto y vacío.
Siempre teniendo como única fuente los Evangelios, la tumba estaría situada en un jardín próximo a la roca —o montaña, o montículo; los evangelios dicen lugar— donde se produjo la Crucifixión, llamado originalmente Gólgota y luego Calvario (lat. calvaria, «calavera»), o en griego kranion («cráneo»). Ese lugar estaba muy próximo a la muralla herodiana de la ciudad de Jerusalén, e incluso comunicado con ella por una calle, pero extramuros, ya que las normas judías prohibían los enterramientos intramuros, salvo para el caso de los reyes.
La destrucción de Jerusalén por los romanos, con el general Tito, durante el gobierno de su padre, el emperador Vespasiano, trajo la ruina para el Templo de Jerusalén y para otros lugares tradicionales de la antigua ciudad puesta entonces bajo el mando de los paganos. Si bien los primeros cristianos huyeron hacia Pella antes de la destrucción, siguiendo una interpretación profética de Jesús (Lucas 21, 20–22), los mismos dejaron por escrito en los Evangelios la descripción del lugar de la Crucifixión y de la sepultura: Mateo 27, 33; 57–61; Marcos 15, 22; 42–47; Lucas 23, 33; 50–55; Juan 19, 17; 38–42.
Ambos sitios, el Gólgota y la Tumba, están a pocos metros de distancia y entre ellos se encuentra la Piedra de la Deposición, lugar en donde dice la tradición que el cuerpo de Jesús fue preparado después de ser bajado de la cruz para ser enterrado —Mateo 27, 59 passim—. El lugar fue evidentemente una cantera por la enorme riqueza lítica y la red de cavernas que se pueden observar[cita requerida], un sitio ideal para la construcción de tumbas, una actividad muy normal en la época, especialmente entre personas de cierta posición social.
El nombre «Gólgota», la «Calavera», viene probablemente de la semejanza que las formas de las rocas tenían, como se puede comprobar hoy en día en los paisajes desérticos del Mar Muerto.